# Künstlerkolonie Dötlingen
Die Künstlerkolonie Dötlingen befand sich in den ersten Jahrzehnten des 20. Jahrhunderts im niedersächsischen Dorf Dötlingen, gelegen im Landkreis Oldenburg, wenige Kilometer nordwestlich des Kreissitzes Wildeshausen, auf der Nordostseite des kleinen Huntetales der Wildeshauser Geest. Die Künstlerkolonie ist für Landschaftsmalerei bekannt. Dötlingen, vertreten durch die Dötlingen-Stiftung, ist seit dem 15. Juli 2008 Mitglied bei EuroArt. Diese ist eine Vereinigung der europäischen Künstlerkolonien unter der Schirmherrschaft des Europäischen Parlaments. Im Künstlerdorf Dötlingen – neben Worpswede und Dangast einer der drei Künstlerorte in der Nähe von Bremen – lebten und arbeiteten ab 1900 Georg Müller vom Siel, August Kaufhold, Otto Pankok und viele andere Künstler. In der Zeitschrift Die Kunsthalle charakterisierte der Bremer Johann Beyer am 20. Dezember 1901 Dötlingen so: „Dötlingen ist ein weltabgeschiedenes, stilles Heidedorf. Alte, zum Teil uralte, oft baufällige, windschiefe, strohgedeckte Häuser von echt niedersächsischem Gepräge mit alten, rußigen Backöfen in den Höfen, die mit breiten Dornenhecken, Erddämmen eingefriedigt und von mächtigen Eichen umgeben sind, eine altersgraue Kirche, wenig gepflegte Wege – verleihen dem Orte eine ganz besondere malerische Schönheit, die dadurch noch erhöht wird, dass das Terrain ein hügeliges ist und überall die wundervollsten Fernsichten bietet“.

## Künstler
Siehe auch Liste der Künstler in der Künstlerkolonie Dötlingen
Für eine Vielzahl von Künstlern bekam das Künstlerdorf Dötlingen in ihrem Schaffen eine besondere Bedeutung:

### Georg Müller vom Siel
Georg Müller vom Siel (1865–1939), ein aus Großensiel an der Weser stammender Maler, der wie kaum ein anderer die Welt gesehen hatte, begann ab 1889 die oldenburgische Landschaft auf langen Wanderungen zu entdecken. Spätestens 1894 kam er durch Dötlingen und war von der Lage des Dorfes oberhalb der Hunte sofort fasziniert. 1896 tauschte Müller vom Siel sein bequemes Oldenburger Domizil mit einer einfachen Dötlinger Altenteilbehausung. Hier in der Nähe errichtete er später sein Anwesen, das „Haus Meineck“. Dort befand sich seine Malschule für Mädchen und junge Frauen, denn damals gehörte es für solche zum guten Ton, mindestens malen oder Klavier spielen zu können; Frauen durften aber keine öffentlichen Kunstschulen besuchen.
Georg Müller vom Siel befand sich mit seiner Malschule in guter Gesellschaft mit den Worpsweder Mallehrern Fritz Overbeck und Fritz Mackensen. Letzterer nahm 1918 den Ruf der Akademie Weimar als offizieller Kunstprofessor an. Das „Haus Meineck“ entwickelte sich auch als Magnet für andere Künstler. Hier wurde Müller vom Siel von Künstlerfreunden Hermann Allmers, Arthur Fitger, Ludwig Fischbeck und anderen besucht. Im Gegensatz zu den ihm nachfolgenden Dötlinger Künstlern empfand er die Dötlinger Landschaft nicht als düster, schwer und erdbezogen, sondern als warm und licht, fast als südländisch. 

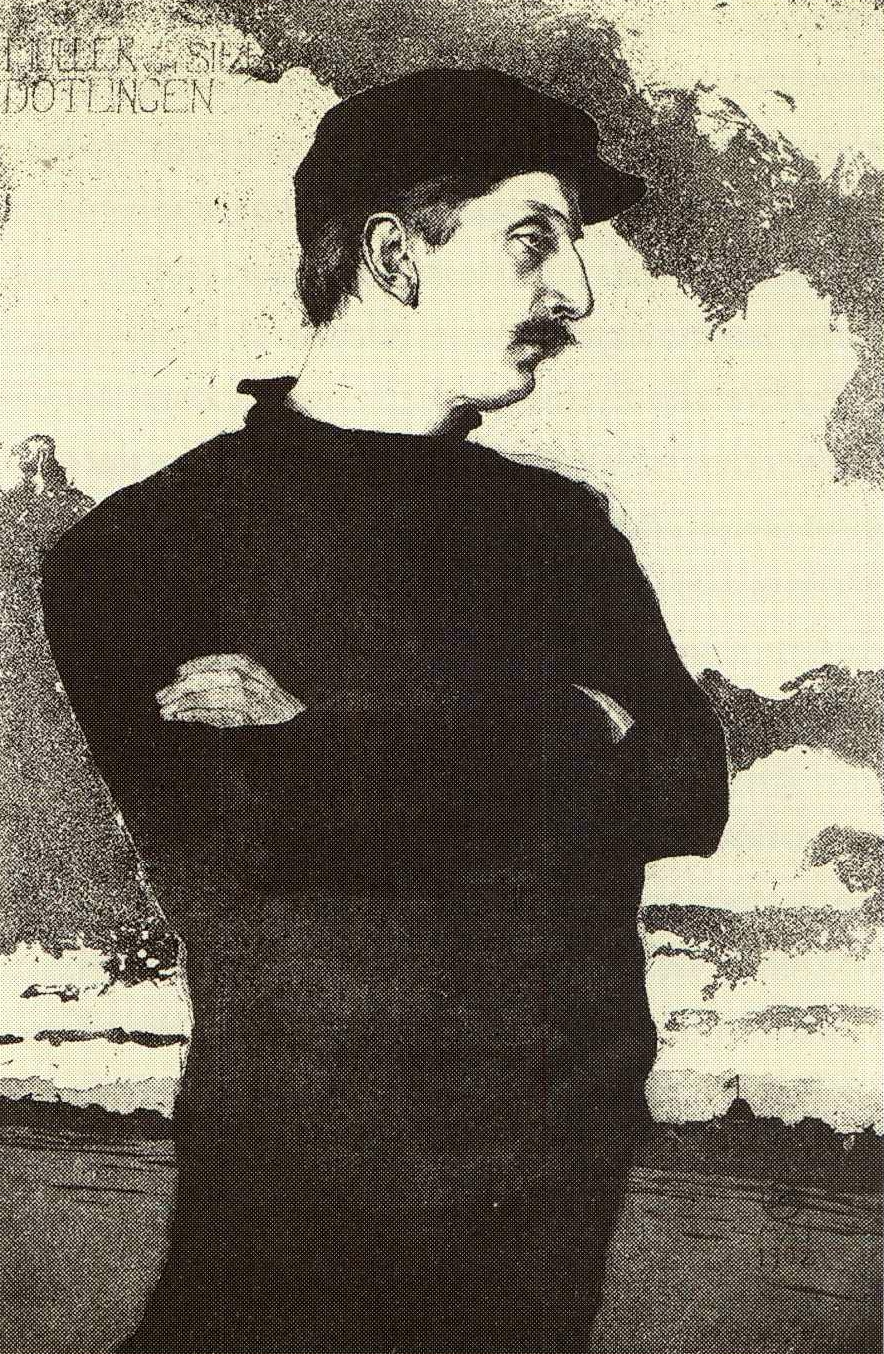
Marie Stein-Ranke: Porträt, Dötlingen 1902
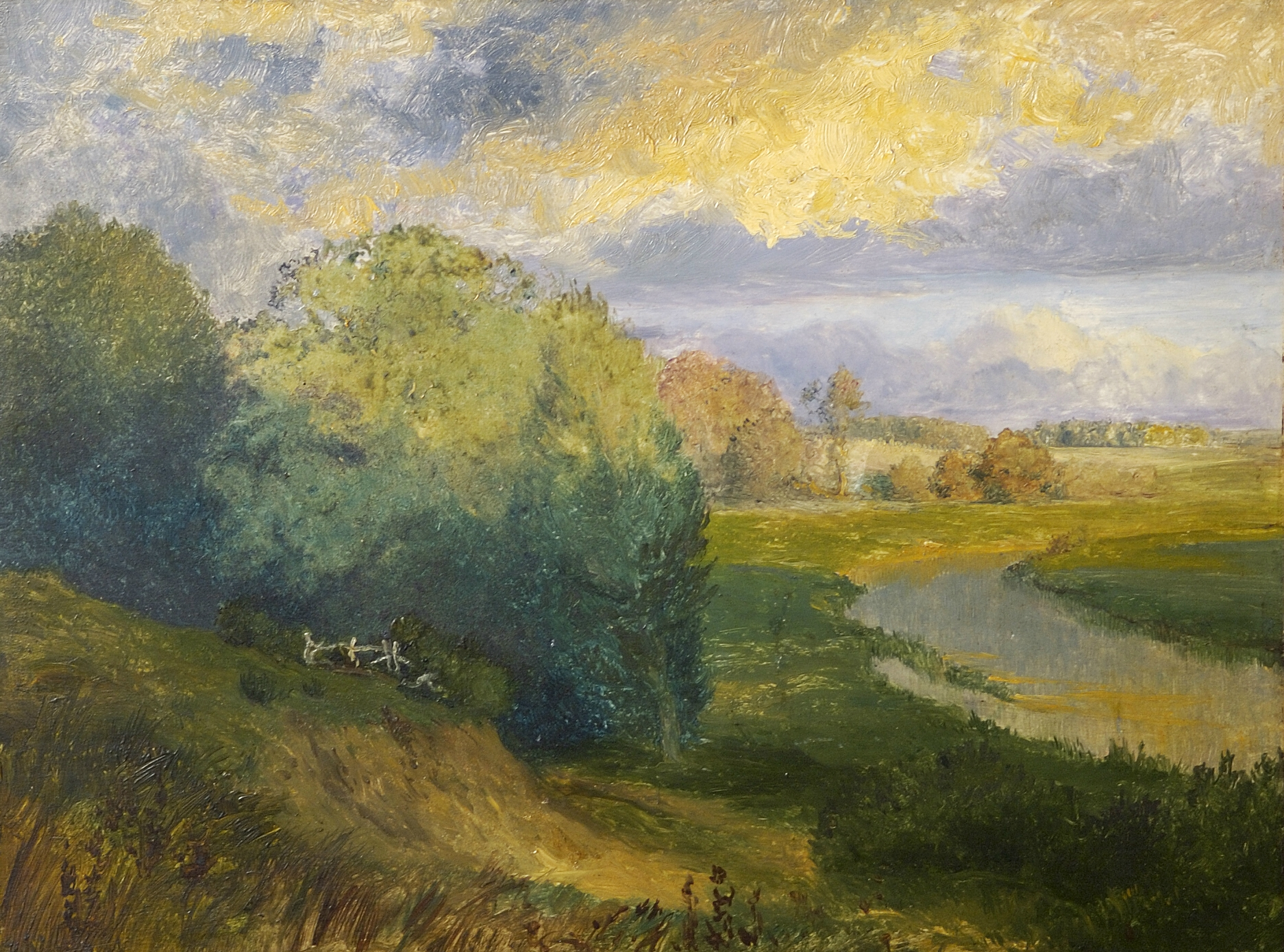
Huntelandschaft bei Dötlingen

### Paul Müller-Kaempff
Paul Müller-Kaempff (1861–1941) legte als in Oldenburg geborener Maler seine künstlerische Laufbahn außerhalb seines Geburtslandes zurück. Sein Name ist vor allem mit der Entwicklung und der Bekanntheit der Künstlerkolonie Ahrenshoop auf dem Darß verbunden. Nach seiner künstlerischen Ausbildung an der Düsseldorfer Akademie und bei Gustav Schönleber in Karlsruhe bis 1886 wurde er Meisterschüler von Hans Gude in Berlin. 1889 hielt sich Paul Müller-Kaempff zum ersten Mal in Ahrenshoop auf. 1892 errichtete er hier ein eigenes Haus und begründete 1894 eine Malschule, die bald großen Zulauf erhielt. Bis 1912 hielt er sich mit seiner Frau in Ahrenshoop auf und kehrte dann nach Berlin zurück.
1904 zählte er mit seiner Frau zu den Mitbegründern des Oldenburger Künstlerbundes. 1905 wurde ihm die Oldenburgische Staatsmedaille verliehen. In dieser Zeit hielt er ständig den Kontakt zu seiner Oldenburger Heimat und hielt sich für längere Zeit in Oldenburg und Dötlingen auf. In Dötlingen entstanden Landschaftsbilder im typischen Ahrenshooper Malstil, zum Beispiel das Ölgemälde Huntetal bei Dötlingen aus dem Jahr 1908. Paul Müller-Kaempff und Georg Müller vom Siel katnnen sich seit der gemeinsamen Teilnahme an der Jubiläumsausstellung des Oldenburger Kunstvereins vom 15. Januar bis 5. Februar 1893. Hier stellte Müller vom Siel bereits Gemälde mit Huntetalmotiven von Dötlingen aus. In Dötlingen wollte Müller-Kaempff auch Müller vom Siel für den OKB gewinnen. Dieser lehnte aber ab.

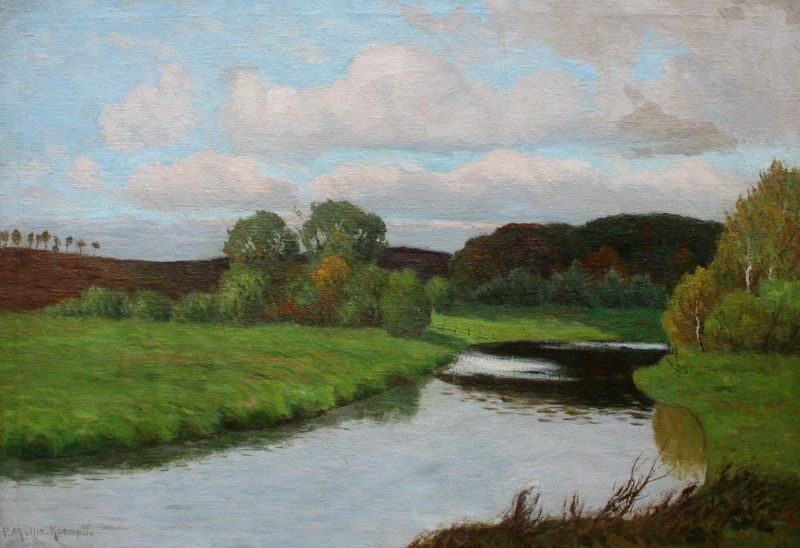
Huntetal bei Dötlingen. 1908
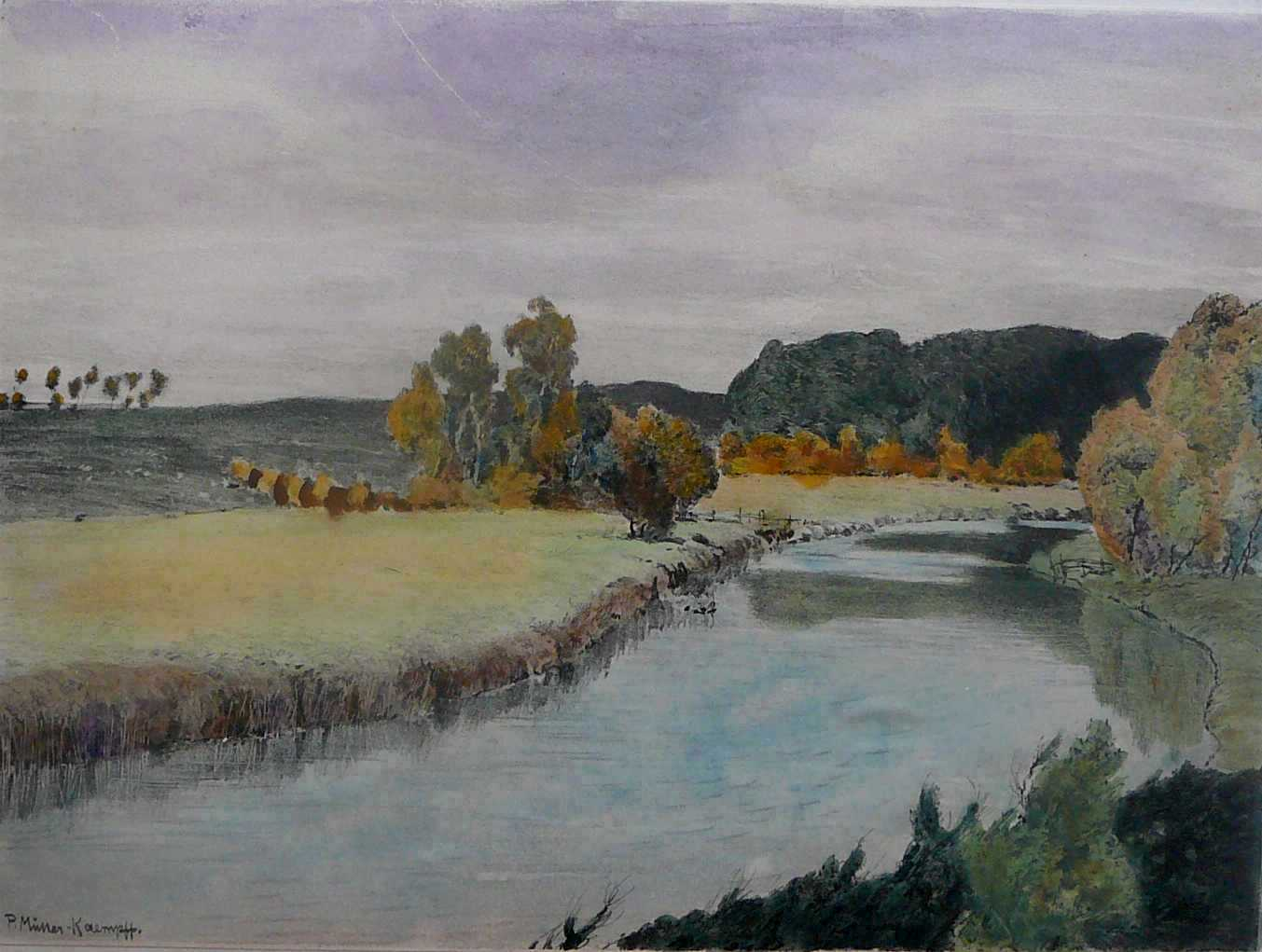
Aquarell, Huntetal bei Dötlingen

### Gerhard Bakenhus
Gerhard Bakenhus (1860–1939) wurde in Großenmeer in der Wesermarsch geboren. Nach einer Lehre als Maler und Glaser folgte er seinem Freund Richard tom Dieck (1862–1943) nach Berlin. Dieser ging im Sommer 1880 nach Berlin zum Theatermaler Julius Lechner am Opernhaus. Da er auf dem Malersaal nichts lernte, besuchte er im Sommersemester die Kunstschule. Er hatte ein Kunststipendium vom Großherzog erhalten. Gerhard Bakenhus musste sich in Berlin mit Gelegenheitsarbeiten, unter anderem als Schnellmaler in Varietẻs, als Dekorationsmaler, Anstreicher und Fotograf über Wasser halten. Abends besuchte er die Kunstgewerbeschule. Am 23. Oktober 1891 bekam Gerhard Bakenhus in Berlin Besuch von Georg Müller vom Siel. 1888 konnte er mit einem großherzoglichen Stipendium zwei Semester in Karlsruhe bei dem Landschaftsmaler Gustav Schönleber studieren.
Die väterliche Familie stammte aus der Gemeinde Großenkneten. Die Ortschaft heißt „Bakenhus“, auf Hochdeutsch „Haus auf dem Hügel“. Im Mittelpunkt seines malerischen Werkes stand die nordwestdeutsche Marsch-, Heide- und Moorlandschaft.  Bis 1904 war Gerhard Bakenhus in Dötlingen tätig. Seine Bilder mit Dötlinger Motiven – auch er malte wie viele andere Maler das Huntetal – sind öffentlich bekannt. Die Lithographie von 1904 Dötlinger Kirche im Abendlicht befindet sich im Stadtmuseum Oldenburg. Sein Stil, den er 1905 gefunden hatte, machte ihn zu einem achtbaren Vertreter der nordwestdeutschen Freilichtmalerei und als solchem mit einem leichten Zeitverzug zu einem wesentlichen Repräsentanten oldenburgischer Malerei. Bald erwarb er sich Anerkennung als Landschafts- und Stilllebenmaler, beteiligte sich regelmäßig an Ausstellungen und sammelte einen großen Schüler- und Freundeskreis um sich.
In Kreyenbrück, das damals noch nicht zu Oldenburg gehörte, gründete Gerhard Bakenhus eine Malschule. Ab 1907 wurde er auch in beträchtlichem Umfang schriftstellerisch tätig. Er veröffentlichte zahlreiche Kunstkritiken in der regionalen Presse und nahm dezidiert Stellung zu Fragen der Kunstförderung, der Kunstbildung und – ausbildung, zum Museums- und Galeriewesen sowie zu maltechnischen Problemen.

### Anna List

Mitglieder

Anna List (1868–1948) wurde am 13. April 1868 in Hagen, Westfalen geboren und kam 1886 nach Oldenburg. Sie war Gründungsmitglied des OKB und 1907 Mitglied der VNWK.
Sie stellte erstmals auf der 297. Kunstausstellung vom 15. Februar bis 18. März 1900 ein Bild mit dem Motiv Sommerabend aus. Weitere Motive waren u. a. auf der 302. KA vom 17. November – 15. Dezember 1901 Herbstabend auf der Heide, auf der 307. KA vom 25. Februar – 30. März 1903 Spätherbst an der Hunte, auf der 316. KA vom 18. Februar – 12. März 1906 Herbstwald und auf der 320. KA vom 21. Februar – 21. März 1907 Wacholdergruppe. Letztmals stellte sie noch 1941 im OKV aus.
Anna List kam wiederholt nach Dötlingen und soll hier auch einige Zeit gewohnt haben.
Im Privatbesitz befindet sich ihr Bild über das ehemalige Dötlinger Heim „To Hus“.
Sie verstarb am 27. März 1948 im Alter von fast 80 Jahren, nachdem sie jahrelang im Elisabethstift im Philosophenweg gewohnt hatte.

### Hugo Zieger
Hugo Zieger (1864–1932) wurde in Koblenz geboren und starb in Oldenburg. Früh begann er zu malen und zu zeichnen. Vom Direktor seiner Schule auf sein Maltalent aufmerksam geworden begab er sich 1883 nach Düsseldorf, wo er gegen den Willen seines Vaters von der Oberprima der Oberrealschule auf die Düsseldorfer Kunstakademie wechselte. Dort belegte er sechs Semester in der Malklasse des Historienmalers Peter Janssen (1844–1908) und wurde auch von Eduard von Gebhard angeleitet (1838–1925).
Hugo Zieger nahm an zahlreichen Ausstellungen teil, unter anderem war er auf der Großen Berliner Kunstausstellung 1893, 1898 und 1899, der Berliner Internationalen Kunstausstellung 1896 und der Berliner Akademischem Kunstausstellung 1892 vertreten. Er unternahm Reisen in die Niederlande und nach Italien.
Zieger blieb zunächst bis 1908 im Ruhrgebiet tätig. Auf Anregung seines Freundes und Heimatdichters Georg Ruseler (1866–1920) ließ er sich in Oldenburg nieder und unterrichtete ab 1911 an der Stadtknabenschule als Zeichenlehrer. Von einem Aufenthalt an der Kunstakademie in München 1920/21 abgesehen blieb er fortan in Oldenburg und malte hier in erster Linie heimatliche Wald- und Heidebilder, wobei er Motive aus dem Bereich Huntlosen und Dötlingen bevorzugte.
Um die Jahreswende des Jahres 1894/1895 hatte er erstmals Gelegenheit, zwei Gemälde mit den Titeln Im Lenz und Orangenverkäuferin auf der 275. Kunstausstellung des Oldenburger Kunstvereins auszustellen. Vom 14. November 1909 bis 15. Dezember 1909 stellte er erneut, dieses Mal auf der 328. Kunstausstellung im Oldenburger Kunstverein aus und war dort mit fünf Gemälden vertreten. Weitere Ausstellungen folgten auf der 339. Kunstausstellung vom 17. Oktober 1912 bis 15. Dezember 1912 (drei Gemälde) und auf der 342. Kunstausstellung in der Zeit vom 17. Oktober 1913 bis 5. November 1913 (diverse Ölskizzen) im Oldenburger Kunstverein.
1908 war er Mitbegründer des Oldenburger Künstlerbundes und wurde 1919 zum Schriftführer und 1920 in den Vorstand gewählt. 1924 wurde anlässlich seines 60. Geburtstages eine Sonderausstellung im Oldenburger Augusteum organisiert.

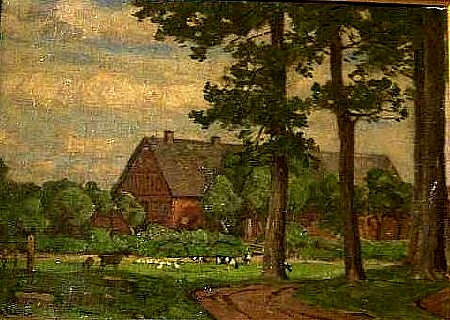
Huntlosen. 1914
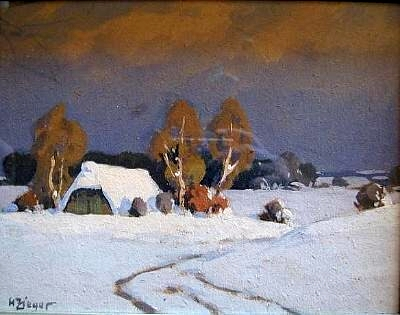
Winterlandschaft bei Dötlingen

### Arthur Fitger

Arthur Fitger

Arthur Fitger (1840–1909), der „Kunstpapst“ von Bremen, war oft bei Georg Müller vom Siel in Dötlingen. Man reiht ihn gern in die Schar der „Malerpoeten“ ein. Der Dichter Arthur Fitger war in seiner Zeit bekannter als der Maler. Er suchte die Kontakte zu den traditionellen und eher konservativen Künstlern in Dötlingen und traf sich hier u. a. mit Hermann Allmers und Georg Ruseler.
Arthur Fitger und die „neue Kunst“ der „verwerflichen“ Worpsweder waren Antipoden. Er war ein Gegner der modernen Richtung. Jedes Mal, wenn in der Kunsthalle eine neue Ausstellung erschien, veröffentlichte er eine bissige Kritik in der von seinem Bruder Emil Fitger redigierten Weserzeitung, dem angesehensten Blatt der Stadt. Abschätzig schrieb er über Paula Becker, der späteren Gattin von Otto Modersohn am 20. Dezember 1899 in der Weser-Zeitung: „Unsere heutigen Notizen müssen wir leider beginnen mit dem Ausdruck tiefen Bedauerns darüber, dass es so unqualifizierten Leistungen wie den so genannten Studien von Marie Bock und Paula Becker gelungen ist, den Weg in die Ausstellungsräume der Kunsthalle zu finden. Dass so etwas hat möglich sein können, ist sehr zu beklagen.“

### Heinz Witte-Lenoir

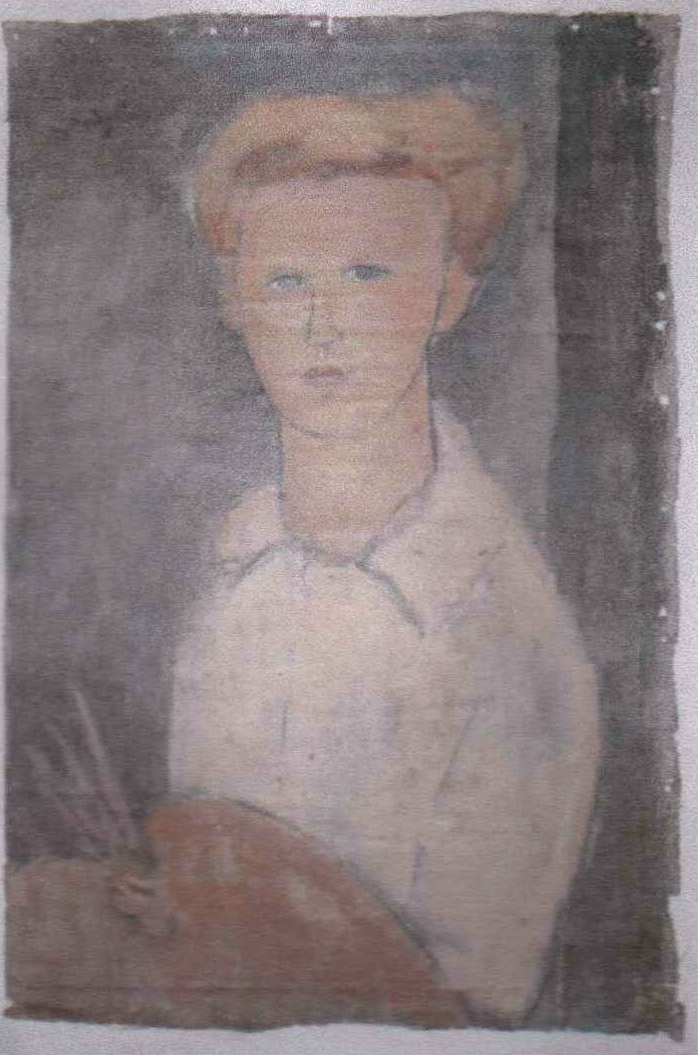
Porträt von Heinz Witte-Lenoir 1907 Paris, gemalt von Amedeo Modigliani

Heinz Witte-Lenoir (1880–1961): Nach seinem Schulabschluss und seiner zufälligen Bekanntschaft mit Benno Schumacher verbrachte er mit diesem ein halbes Jahr in Bologna. Der Oldenburger Maler Gerhard Bakenhus (1860–1939) riet ihm, zum Kunststudium nach Düsseldorf zu gehen: „… aber ich bin gleich weitergefahren, nach Paris!“ Als 19-jähriger, ohne höhere Schulausbildung, mit geringen Sprachkenntnissen und ohne sicheren finanziellen Hintergrund allein in Paris: Ein großes Wagnis. In Paris studierte Witte an zwei Akademien. In der Académie Colarossi traf er Paula Modersohn-Becker: „Als ich ihre Bilder sah, spürte ich, dass sie mit ihrem Mann Otto Modersohn sehr wenig Gemeinsames hatte“.
Fasziniert von den angebotenen Möglichkeiten, arbeitete er wie besessen. Heinz Witte skizzierte, zeichnete, malte im Atelier, in den Akademien und im Freien, kopierte in Museen. Bei einem Zeichenwettbewerb erhielt er aus der Hand von T. A. Steinlen (1859–1923) als Juror den ersten Preis. Der Gewinn von 1.000 Francs war die Grundlage für seine erste Indienreise. Er arbeitete später bei Steinlen an der Druckerpresse, für Edgar Degas zog er Monotypien ab, die heute im Louvre hängen.
Befreundet war Heinz Witte-Lenoir mit Amedeo Modigliani (1884–1920) und Heinrich Wilhelm Lehmbruck (1881–1919). Modigliani hatte so manche Nacht in der Wohnung von Heinz Witte-Lenoir in desolatem Zustand seinen Rausch ausgeschlafen, unter Paradiesvögeln und fremden orientalischem Getier, das die Wände bevölkerte.
Von 1911 bis 1914 lebte Heinz Witte-Lenoir dauernd in Paris. Seine Freunde gaben ihm dort den Namen Le Noir („der Schwarze“), nachdem sie seine in Indien gemalten dunklen Bilder gesehen hatten.
Heinz Witte-Lenoir übernahm eine Lehrtätigkeit an der Tagore-Universität Shantiniketan und erwarb den Professorentitel.
Bis zu seinem Tod blieb er seinem Stil (gegenständlich, an den Impressionismus angelehnt) treu. Aber seine Malerei war durchdrungen von Kontrasten. Die hellen Bilder entstanden vor allem in Frankreich der früheren Jahre. Die dunkleren Bilder sind hauptsächlich durch seine Indienreisen geprägt. Durch viele verschiedene Einflüsse wie häufiger Wohnsitzwechsel, Reisen, Kriegsschäden usw. sind viele Arbeiten zurzeit noch unauffindbar oder endgültig verloren. Im Werkverzeichnis sind noch etwa 750 Werke aus seiner Hand abgebildet.
Seine Bilder waren, wie die Arbeiten vieler anderer Künstler seiner Zeit, den Nationalsozialisten nicht genehm. An Ausstellungsbeteiligungen war während jener Zeit nicht zu denken. Nach der Zerstörung seiner Wohnung, des Ateliers und einer Vielzahl seiner Arbeiten in Berlin durch Kriegseinwirkungen kehrte er wieder in seine oldenburgische Heimat zurück. Von 1944 bis 1946 entstanden viele grafische Arbeiten. Von seinen Aufenthalten in Dötlingen und Wildeshausen sind nicht viele Arbeiten erhalten. In zahlreichen Ausstellungen, unter anderem in Paris, in der Kunsthalle Bremen in den 1920er Jahren, nach dem Krieg in Oldenburg, Aachen, Köln und vielen anderen Orten wurden seine Werke gezeigt.

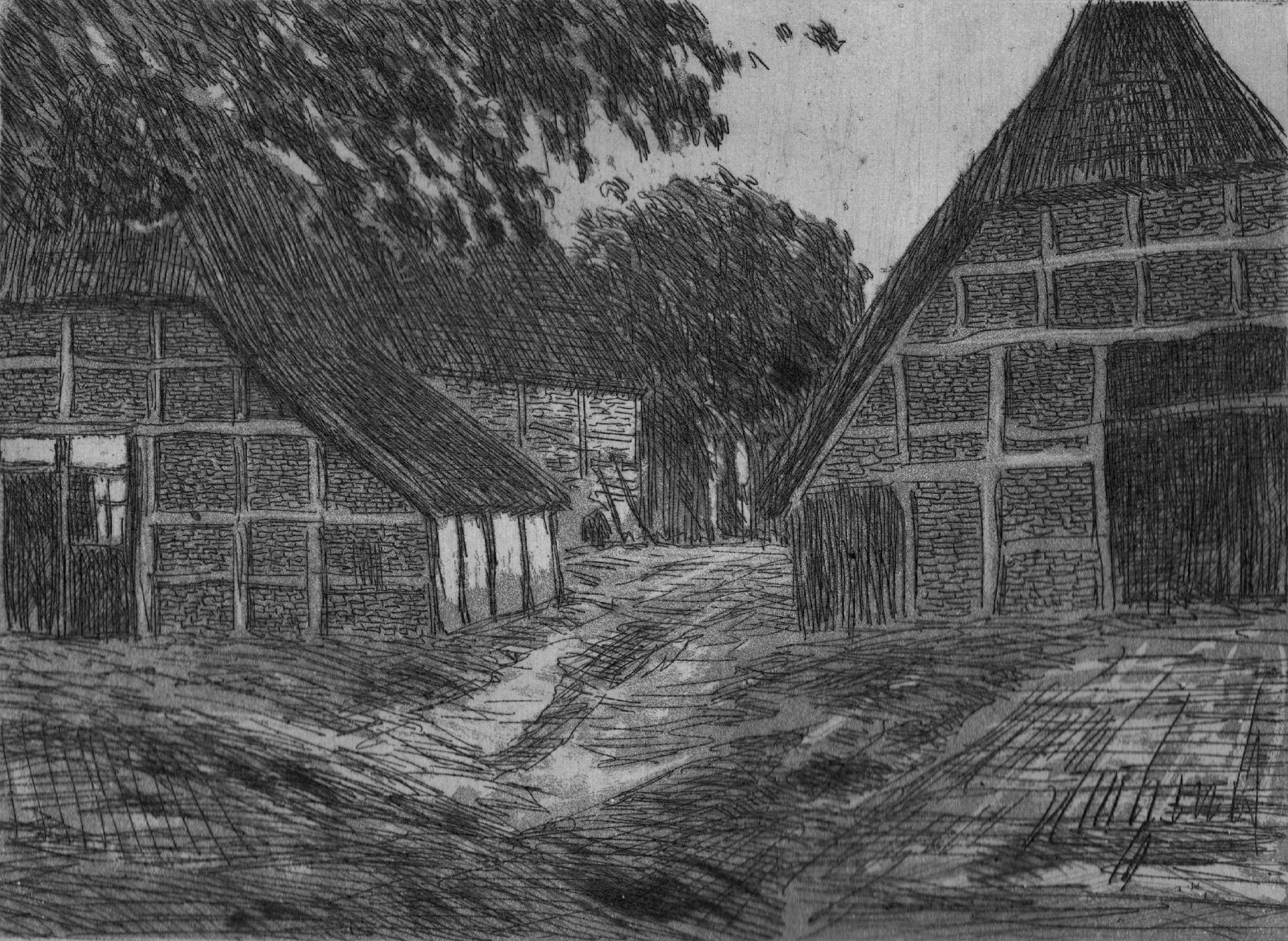
Altes Bauernhaus
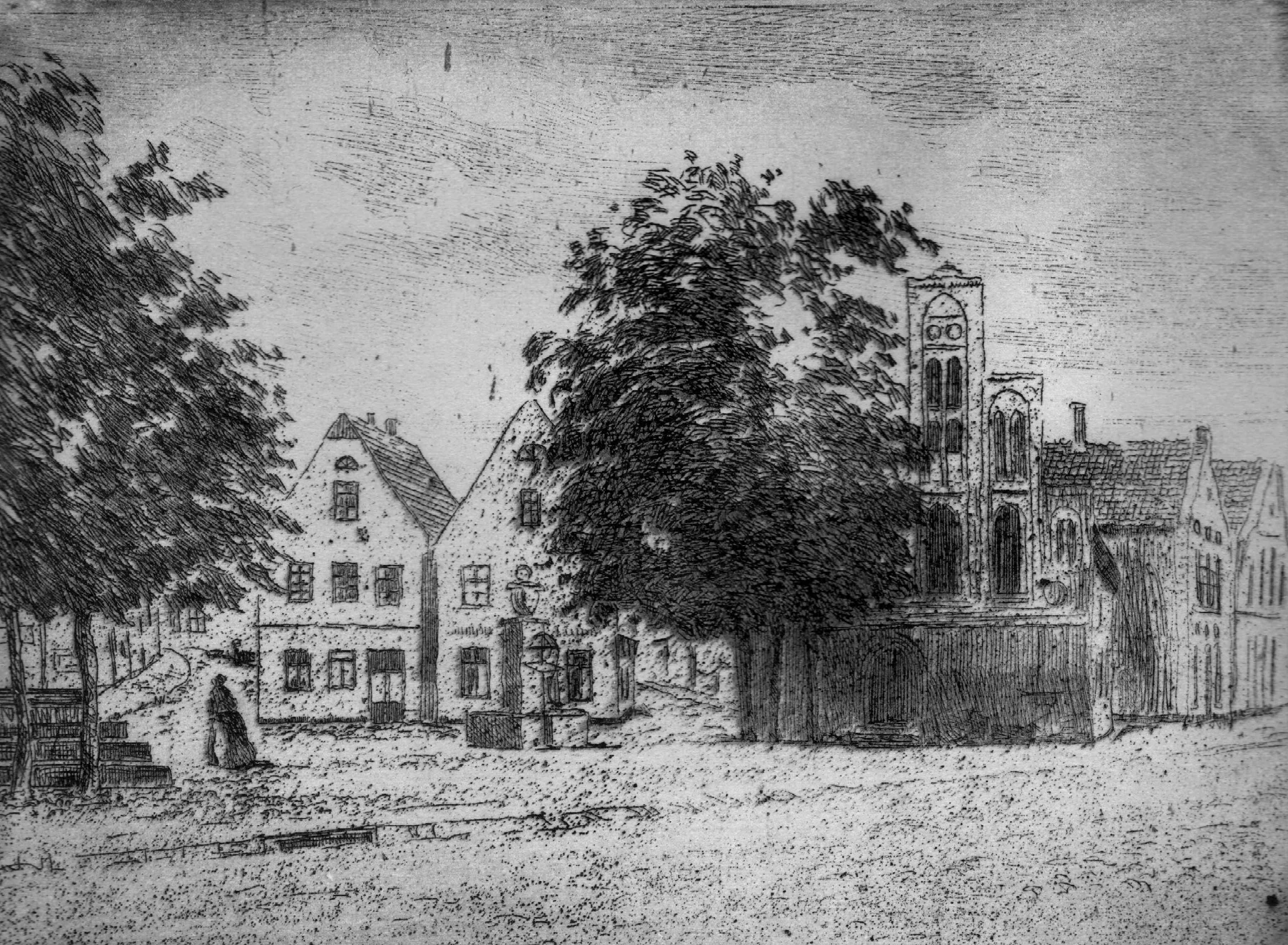
Marktplatz Wildeshausen

### Ludwig Fischbeck
Ludwig Fischbeck (1866–1954) war ein Oldenburger Hofkunsthändler, Maler und Radierer und studierte nach seiner Ausbildung als Dekorationsmaler an der Kunstakademie München bei Joseph Wenglein. Der Vater von Ludwig Fischbeck wollte seinem kunstbegeisterten Sohn eine bessere und solide wirtschaftliche Basis für seinen weiteren Lebensweg schaffen und kaufte ihm ein Geschäft, das sich mit Vergoldungen, Bildereinrahmung und Kunsthandel befasste. Kurzerhand wurde Ludwig Fischbeck von München nach Hause beordert. Bei aller Geschäftigkeit im Kunsthandel trieb es Ludwig Fischbeck weiterhin zur Malerei und Radierkunst.
Fast jeden Sonntag zog er hinaus ins Oldenburger Land und entdeckte immer neue malerische Motive in Wald, Heide, Marsch und Geest. Oft wanderten Hauptschriftleiter Wilhelm von Busch und Ludwig Fischbeck gemeinsam vom Bahnhof Huntlosen über Ostrittrum nach Dötlingen, um mit dem dort schaffenden Maler Georg Müller vom Siel lebhaft über Kunst und Künstler zu sprechen. Dass dabei die neuesten Schöpfungen des Gastgebers in den Mittelpunkt rückten, ergab sich von selbst. Müller vom Siel war nicht nur anerkannter Maler, sondern auch ein Meister der Radierkunst, eine Tatsache, die Fischbeck, der ebenfalls mit der Radiernadel zu arbeiten verstand, besonders anzog. Auf dem Gebiet der Graphik erhielt Ludwig Fischbeck auch wertvolle Anregungen von der Oldenburger Malerin Marie Stein. Nach ihrer Heirat mit dem Ägyptologen Hermann Ranke ging sie als Marie Stein-Ranke in die deutsche Kunstgeschichte ein. Bei namhaften Radierwettbewerben in Paris und Leipzig errang sie erste Preise. Ludwig Fischbeck, Georg Müller vom Siel und Marie Stein-Ranke waren auf dem Gebiet der Radierungen an der Spitze der norddeutschen Künstler.

### Marie Stein-Ranke
Marie Stein-Ranke (1873–1964) studierte in Düsseldorf, München, Paris und Berlin. Sie war Gründungsmitglied des Oldenburger Künstlerbundes (OKB) und Mitglied der Vereinigung Nordwestdeutscher Künstler (VNWK), obwohl sie sich nach ihrer Hochzeit mit dem Ägyptologen Hermann Ranke in Berlin niedergelassen hatte.
Ab 1902 hielt sich Marie Stein regelmäßig bei ihrem Malerfreund Georg Müller vom Siel in Dötlingen auf. Sie porträtierte ihn mehrmals. In Georg Müller vom Siels „Haus Meineck“ traf sie auch andere Künstler und tauschte sich mit diesen aus. Gute Beziehung pflegte sie auch zu dem Heimatmaler und Kunsthändler Ludwig Fischbeck.
Wie häufig bei Künstlerfreundschaften, tauschten auch Georg Müller vom Siel und Marie Stein Werke aus. In seinem Nachlass befanden sich zahlreiche Radierungen Marie Steins, die z. T. dem Landesmuseum übergeben wurden, darunter das Sängerbildnis von Johanna Rothschild.
Nach ihrem Parisaufenthalt wurde der Bremer Jurist, Kunstsammler und Mäzen Hermann Henrich Meier auf die Oldenburger Grafikerin aufmerksam. Meyer war der Sohn des Gründers des Norddeutschen Lloyd. Seine rund 60.000 Blätter umfassende Grafiksammlung bildet einen wesentlichen Grundstock der grafischen Abteilung der Bremer Kunsthalle. Hier befinden sich 57 bislang unveröffentlichte Radierungen Marie Steins, die sie im Frühjahr 1899 an den Kunstsammler verkauft hatte.

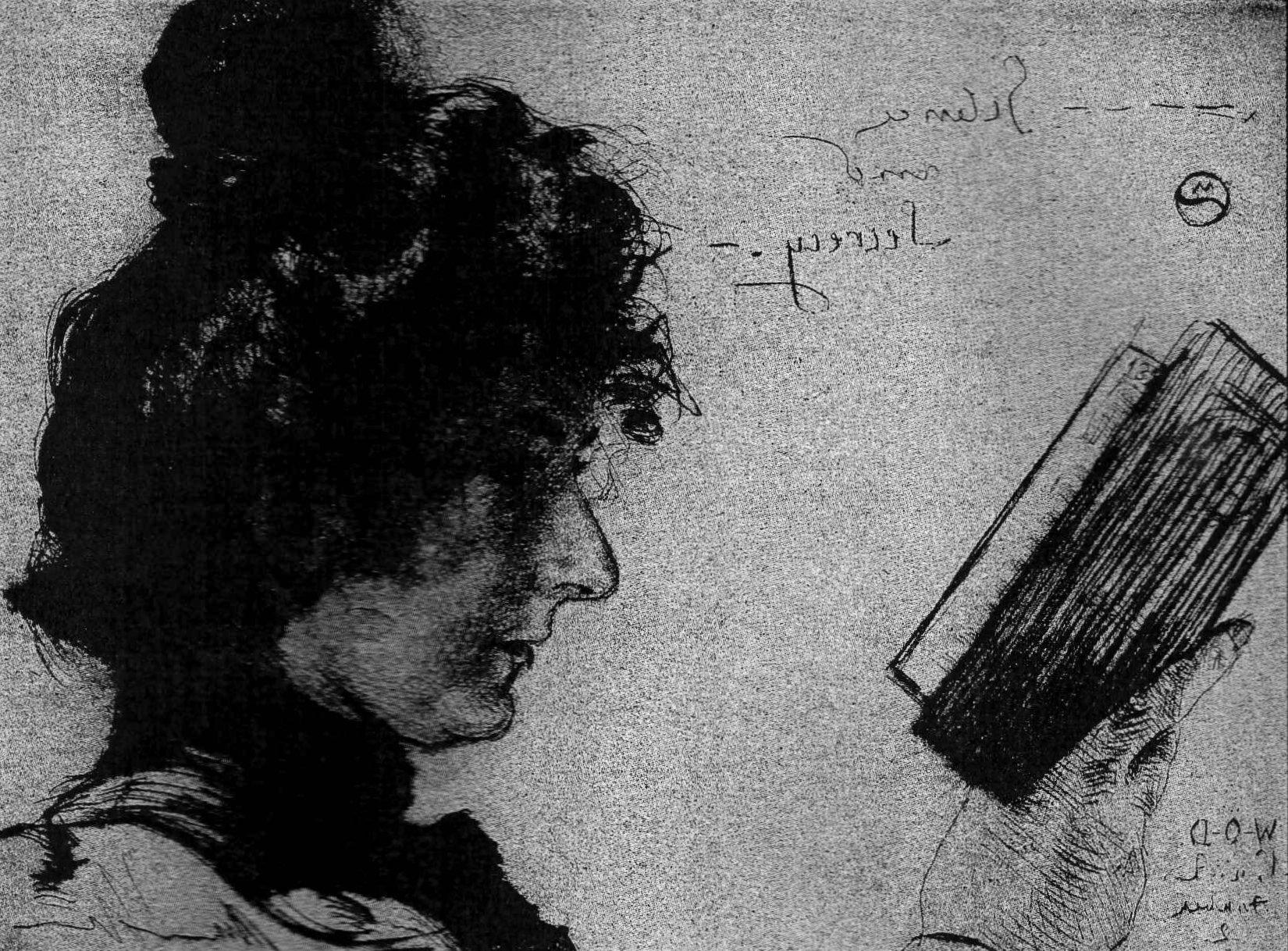
Selbstbildnis mit Buch, 1899
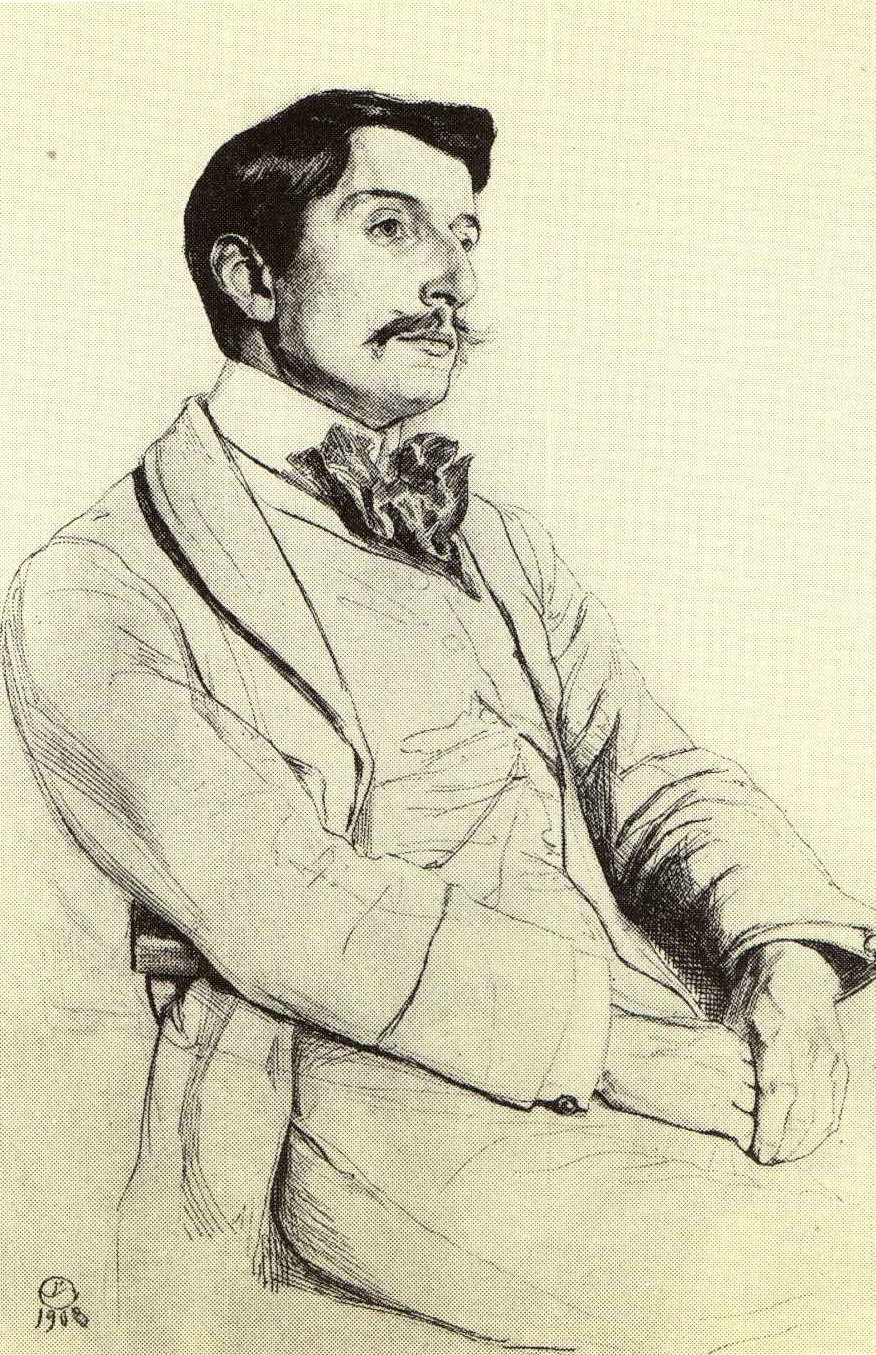
Porträt Georg Müller vom Siel, 1903

### Anna Feldhusen
Anna Feldhusen (1867–1951) war eine in Bremen geborene und gestorbene Malerin und Grafikerin. Ihr Interesse galt vor allem dem Stillleben und der Landschaft. Figürliche Darstellungen fanden sich im Werk der Künstlerin nur wenige. Anna Feldhusen zog es in die Natur, um dort Motive für ihre Werke zu finden. Immer wieder tauchen die Heide und das Moor in ihrem umfangreichen Werk auf. Bei ihren täglichen Wanderungen beobachtete sie das Spiel von Licht und Schatten und brachte das Gesehene mit expressiven breiten Pinselstrichen auf die Leinwand. Ihr Studium absolvierte sie in München bei Caroline Kempter (1856–1925), Oskar Graf (1870–1955) und Maximilian Dasio (1865–1954). Maximilian Dasio führte sie in die grafischen Techniken der Radierung und Lithografie ein. In Worpswede wurde sie Schülerin von Fritz Mackensen (1866–1953) und Hans am Ende (1864–1918). Auf letzteren fiel die Wahl, weil jener als Meister der Radierung galt. Auch holte sie sich Anregungen während ihrer Aufenthalte in Dötlingen bei Georg Müller vom Siel (1865–1939). Hier traf sie sich auch mehrmals mit der Radiererin Marie Stein-Ranke (1873–1964), die zu den herausragenden Porträtradiererinnen in Deutschland gehörte. Anna Feldhusen machte sich ebenfalls einen Namen als Grafikerin. Ihre Radierungen und Aquatinta-Arbeiten zeugen von hohem technischem Können. Dieses belegt das Kontokorrentbuch der „Worpsweder Künstlerpresse“. Diese führten rund 150 Aufträge von ihr aus und druckten dabei mehr als 1000 Blätter.

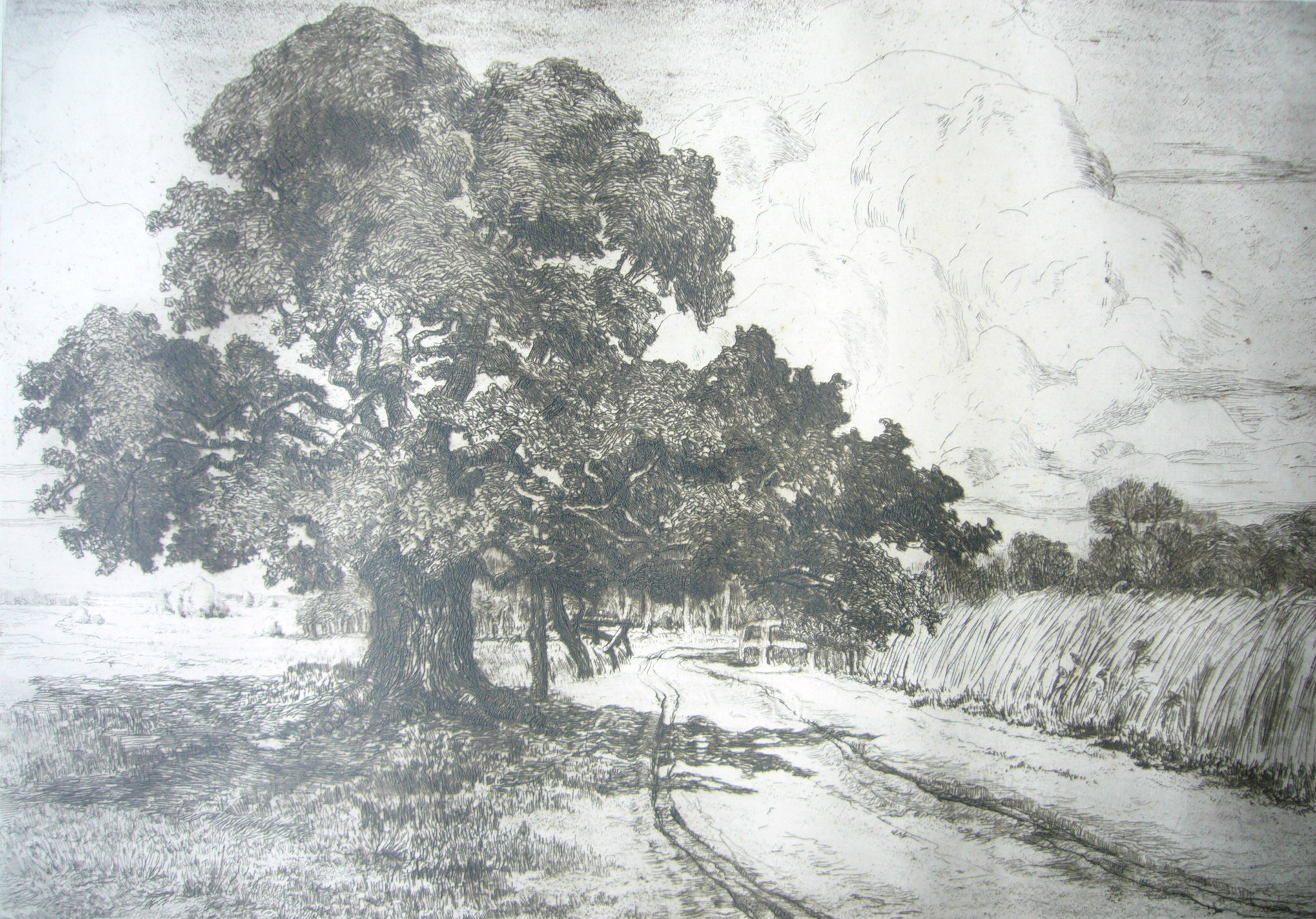
Alte Eiche
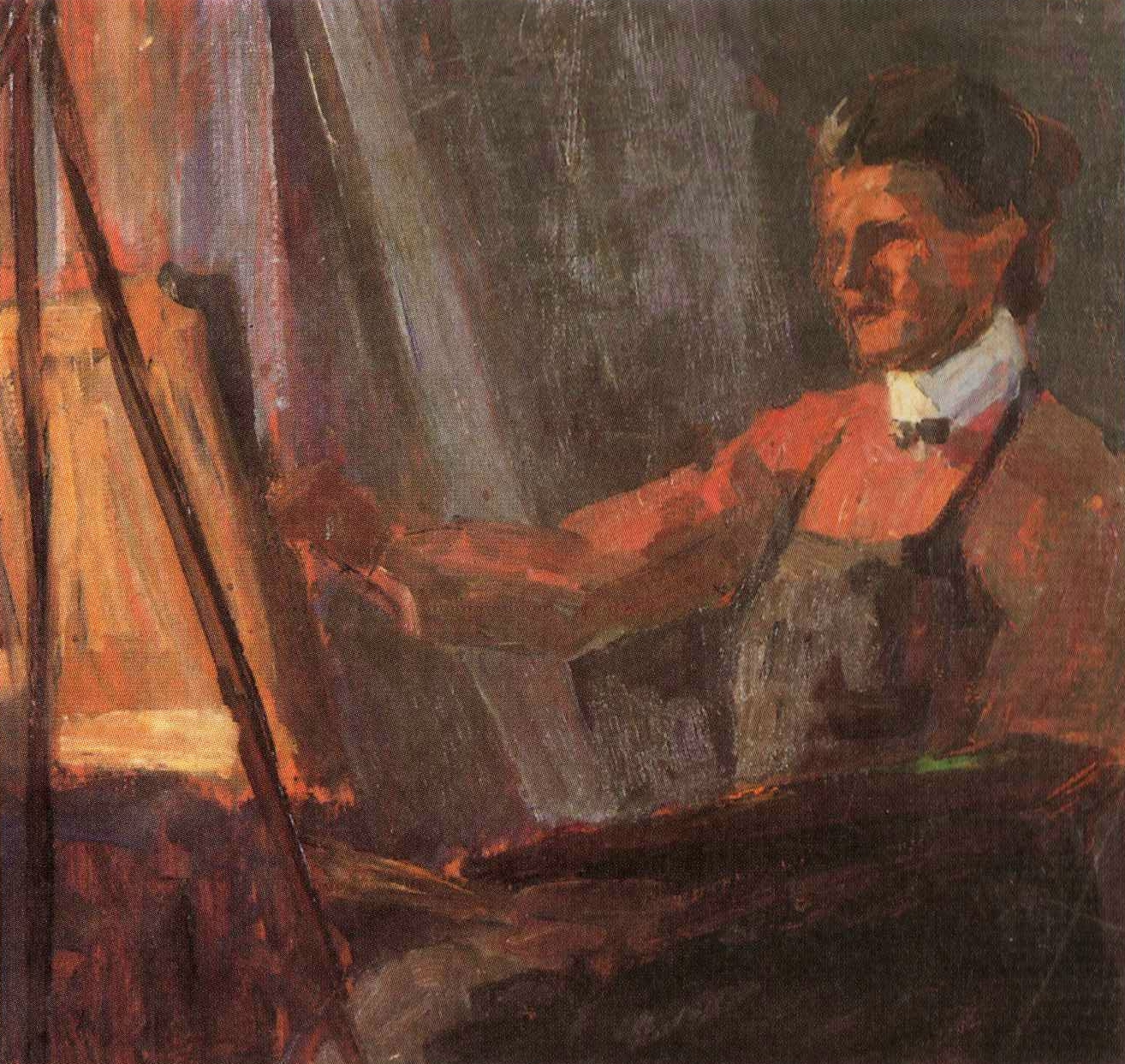
Selbstbildnis. 1899

### Marie Stumpe

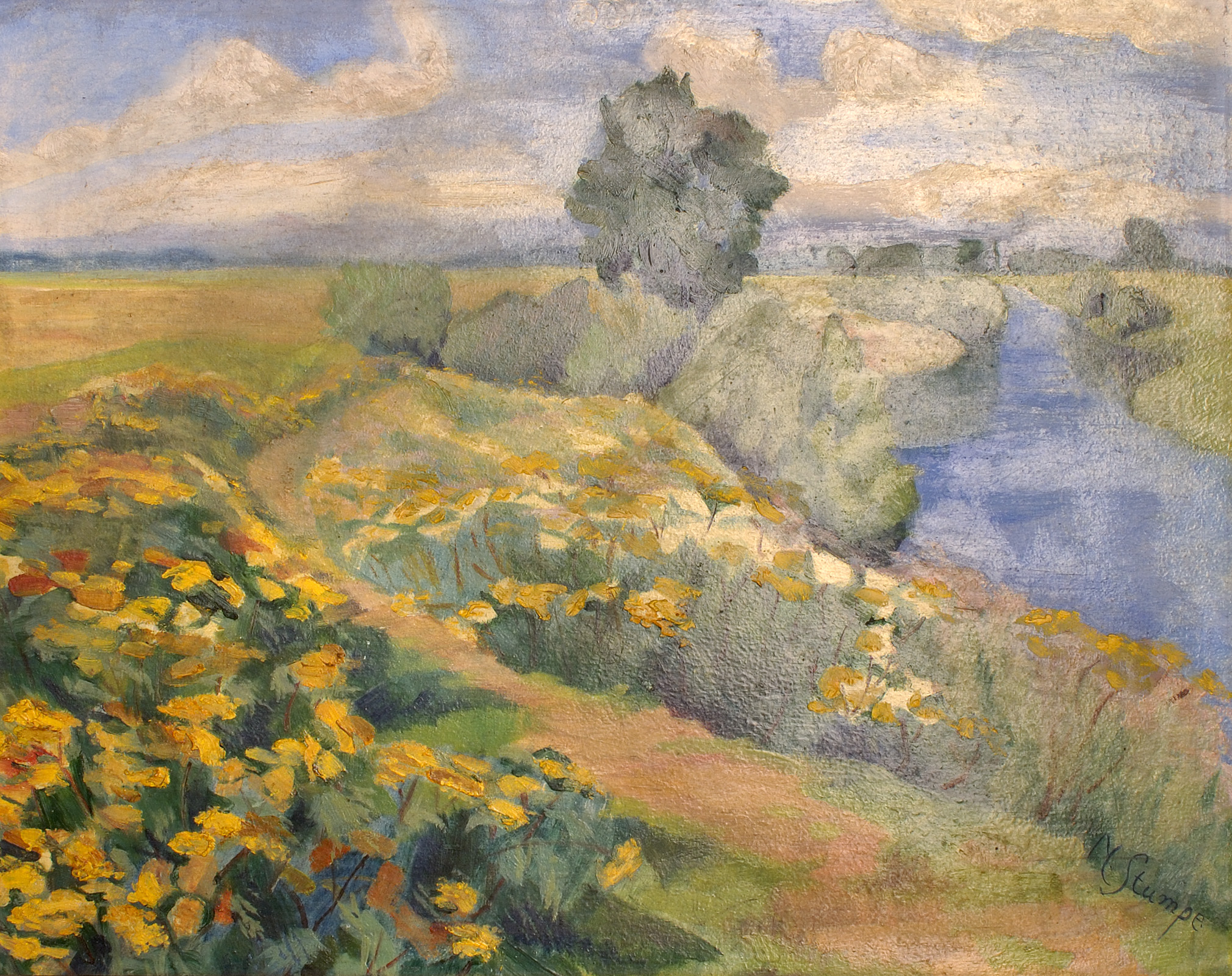
Hunte bei Dötlingen

Marie Stumpe (1877–1946), von ihren Freunden „Mieze“ genannt, gehörte um 1905/1906 zu den Schülerinnen von Georg Müller vom Siel. Während sie Malunterricht nahm, wohnte sie im Hotel „Gut Altona“ und fuhr von dort mit dem Fahrrad in die Malschule von Georg Müller vom Siel. Sie begeisterte sich so sehr für die Hunte, den Ginster und die Heide, dass sie dauerhaft in Dötlingen bleiben wollte. Ihr Mann, Siegmund Stumpe, war erfolgreicher Tabakimporteur in Bremen. Er erklärte sich mit dem Plan seiner Frau einverstanden, in Dötlingen ein Sommerhaus zu errichten. Ein Sommerhaus in der Nähe Bremens zu haben, war in Bremens Großbürgertum durchaus üblich. Er erwarb daraufhin 1905 ein Grundstück in den Goldbergen und baute eine Villa aus Holz, die später abbrannte.
Marie Stumpe hatte in den Sommermonaten über Jahre hinweg eine glückliche Zeit in Dötlingen. Ihr Mann blieb in der Regel in Bremen, um seinen Geschäften nachgehen zu können. Aber an den Wochenenden hielt er sich bei seiner Frau in Dötlingen auf. Marie Stumpe führte ein gastfreundliches Haus. Sie veranstaltete Feste für die Nachbarn und für den weiten Bremer Freundeskreis. Um Abwechslung im täglichen Leben zu haben und auch um sich künstlerische Anregungen zu holen, lud sie Künstlerkollegen nach Dötlingen ein. Sie konnten den Sommer in ihrem Haus verbringen. Zu den Künstlern, die bei ihr lebten und ihren künstlerischen Arbeiten in Dötlingen nachgingen gehörten der Bremer Maler Fritz Cobet (1885–1963), der Berliner Otto Heinrich (1891–1967) und die Bremer Malerinnen Toni Elster (1861–1948) und Anna Feldhusen (1867–1951). Ihr großes malerischen Können ist an einzelnen Arbeiten dokumentiert, die sich im Dötlinger Privatbesitz befinden. Ihr Gesamtwerk ist verschollen. Im Jahr 1939 reiste Marie Stumpe zu Besuch nach Amerika und verstarb dort 1946. Nur ihre Urne trat die Rückreise nach Deutschland an. Sie wurde auf dem Dötlinger Friedhof beigesetzt.

### Fritz Cobet

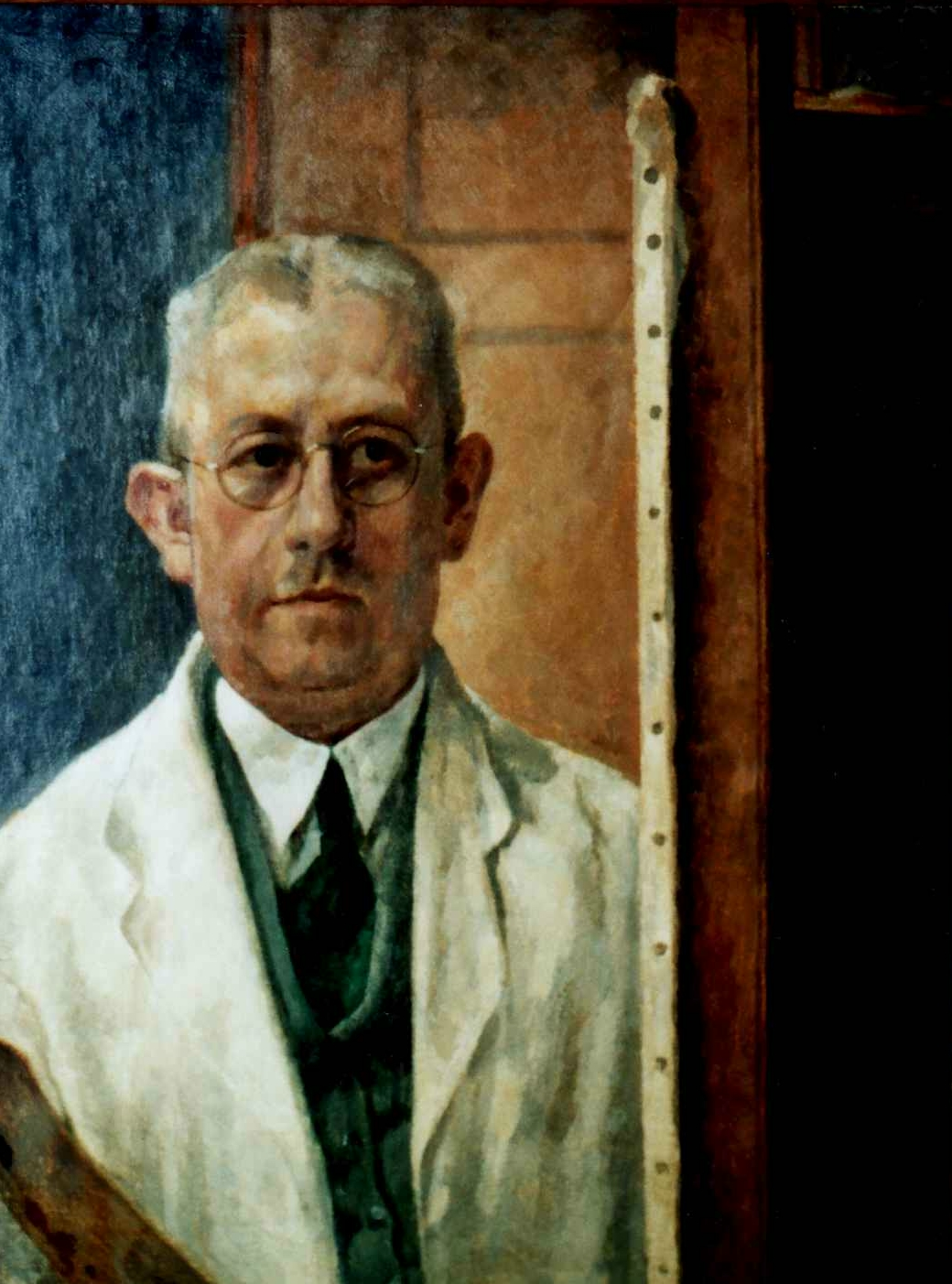
Fritz Cobet: Selbstporträt, um 1932

Fritz Cobet (1885–1963) war Spross einer französischen Hugenottenfamilie. Schon in frühen Jahren wurde sein künstlerisches Talent bemerkt. Die Kunst lag ihm sozusagen im Blut. Seine Mutter Amalie war die Tochter des Düsseldorfer Genremalers Carl Hilgers (1818–1890). Die Übernahme des elterlichen Wein- und Spirituosengroßhandels kam deshalb für ihn nicht in Frage. Nach Studien an der Kunstakademie in Kassel und der Hochschule für bildende Künste in München erfolgten seine ersten selbständigen Arbeiten in der Künstlerkolonie Dachau. Um 1910 kam Fritz Cobet das erste Mal nach Fischerhude und begeisterte sich für die norddeutsche Landschaft. Die Fischerhuder Künstlerszene beheimatete damals schon den ersten Fischerhuder Künstler, „Künstlervater“ Heinrich Breling (1849–1914), Wilhelm Heinrich Rohmeyer (1882–1936) und auch Otto Modersohn (1865–1943), der wie Fritz Cobet ebenfalls in Ostwestfalen geboren wurde. Später kamen noch weitere Künstler hinzu. Im Jahr 1926 zog Fritz Cobet nach Bremen. Er gehörte dem Bremer Künstlerbund an und gestaltete zusammen mit Kollegen die rauschenden Künstlerfeste in den zwanziger und dreißiger Jahren in den Bremer Centralhallen. Von Bremen aus kam Fritz Cobet häufig nach Dötlingen. Hier wohnte er dann bei seiner Malerfreundin Marie Stumpe (1877–1946). Renate, die Tochter von Fritz Cobet, wurde in Dötlingen getauft. Taufpatin war Bärbel Stumpe, die Tochter von Marie Stumpe. Durch die Eisenbahnverbindung von Bremen über Delmenhorst nach Dötlingen war es Fritz Cobet möglich, sich hier regelmäßig aufzuhalten, um seinen künstlerischen Arbeiten nachzugehen.

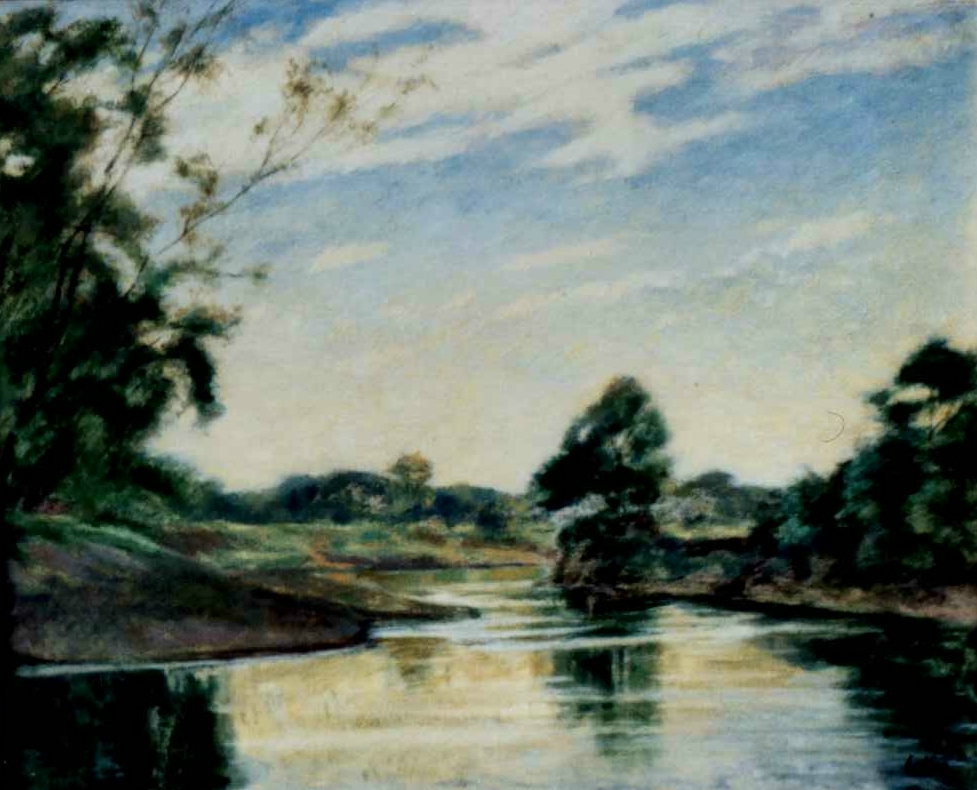
Hunte bei Dötlingen
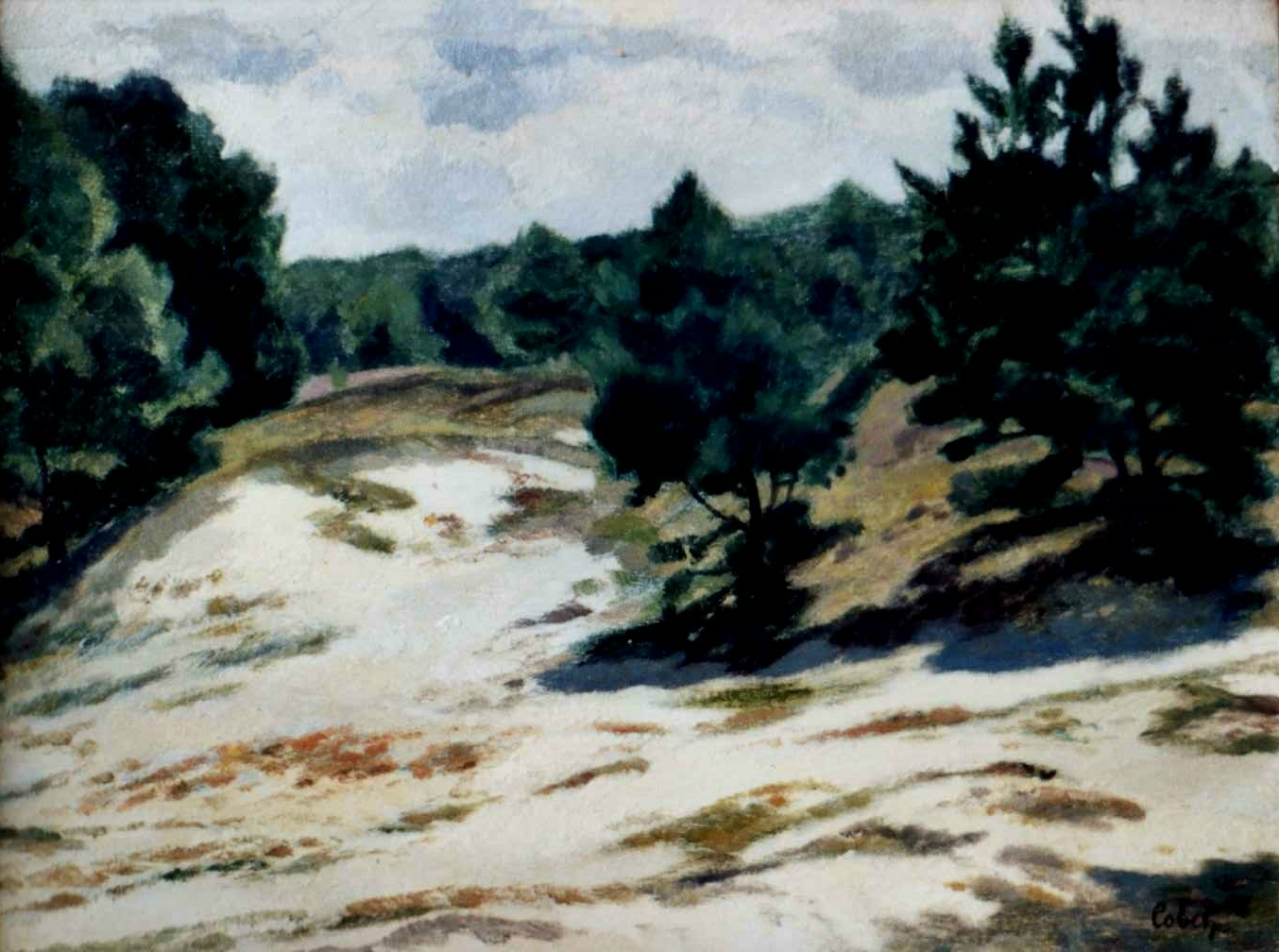
In den Goldbergen
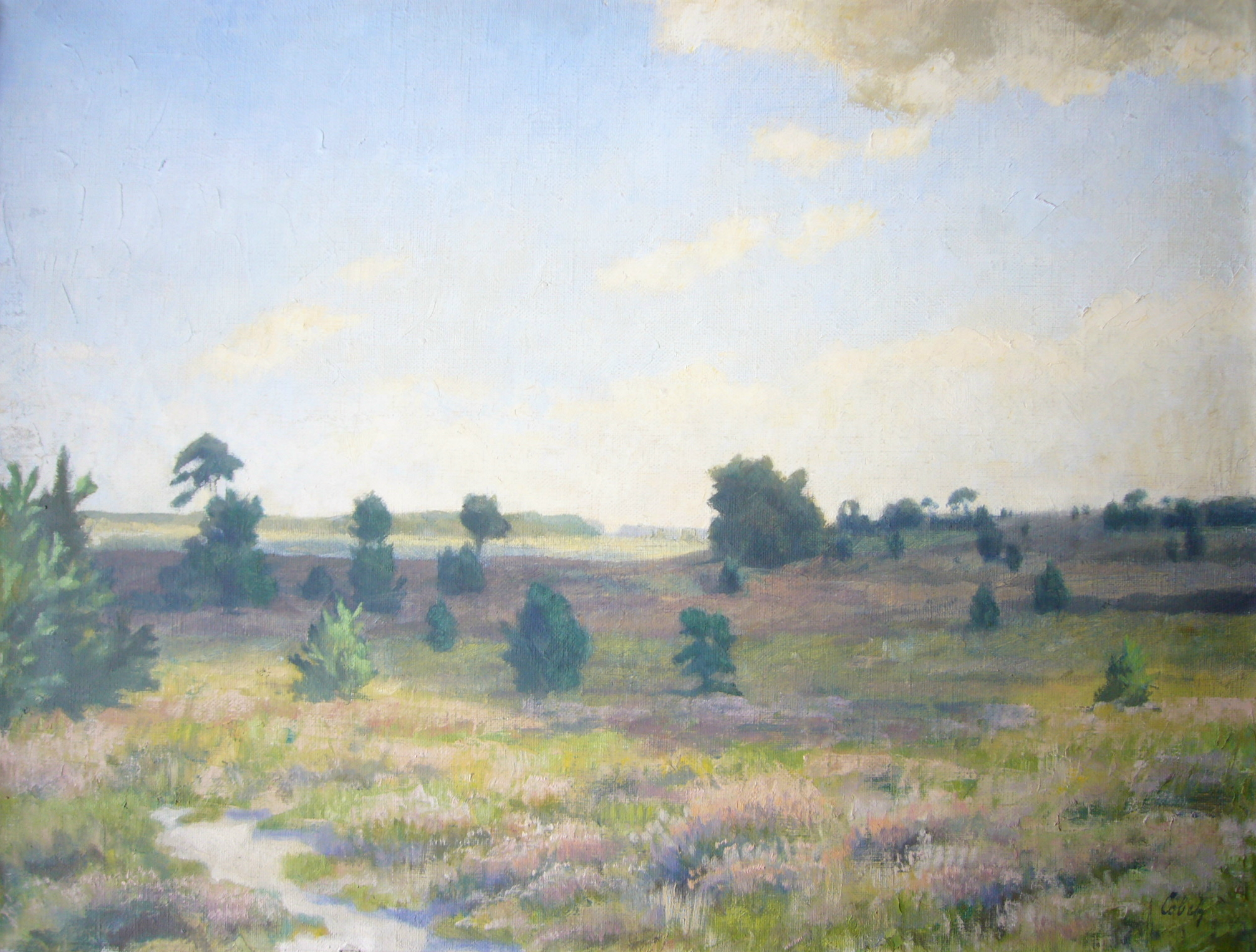
Heidelandschaft bei Dötlingen

### Toni Elster

Toni Elster

Toni Elster (1861–1948) stammte, wie fast alle Bremer Künstlerinnen von Rang, aus einer alten Bremer Kaufmannsfamilie.
Sie entschied sich erstaunlicherweise erst mit 36 Jahren auf dem Krankenbett, Malerin zu werden. Nach ihrer Genesung zog Toni Elster nach München. Sie beschäftigte sich dort zunächst hauptsächlich mit dem Aquarellieren. In den neunziger Jahren machte sie eine Reise nach Schottland, um dort bei dem damals sehr geschätzten Aquarellisten John Terris (1865–1914) Landschaftsstudien zu betreiben. 1897, nach München zurückgekehrt, nimmt sie Unterricht bei dem Landschaftsmaler Fritz Baer (1850–1919). Sie begann ein Leben zwischen ihren Ateliers in München und Bremen zu führen, im Sommer in München und im Winter in Bremen. Bevor sie ihre Sommerreise nach München antrat, besuchte Toni Elster regelmäßig ihre Künstlerfreundin Marie Stumpe (1877–1946) in Dötlingen. Gemeinsam suchten beide hier nach Landschaftsmotiven, die dann in Skizzen festgehalten wurden.
„Man sagt, Fräulein Elster sei eine ältere Dame. Wenn das wahr ist, wie war es denn möglich, dass so viel Können so lange verborgen blieb?“ Als Toni Elster 1924 gemeinsam mit Margarethe von Reinken an einer Kollektivausstellung in der Bremer Kunsthalle teilnimmt, zeigt sich die Presse sichtlich überrascht. Man bewundert die „restlose Beherrschung des Handwerklichen“ und sieht in ihren Exponaten „Meisterstücke einer Impression, die über alle Mittel verfügt und dabei doch jene Sparsamkeit zu wahren weiß, die nur überlegte Sicherheit sich erlauben darf … Am freiesten gibt sich Frl. Elster in ihren Hafenmotiven“.

### Gertrud Freifrau von Schimmelmann
Gertrud Freifrau von Schimmelmann (1875–1945) gehörte ebenfalls zu den Schülerinnen von Georg Müller vom Siel. Geboren wurde Gertrud von Schimmelmann als Elise Gertrud Strube in der Wohnung ihrer Eltern in der Schönebecker Str. 124 in Magdeburg-Buckau am 12. November 1875. Die Eltern waren der Fabrikant Louis Strube (Dampfmaschinen- und Dampfkesselarmaturen) und Auguste Strube geb. Hedloff. Nach dem Besuch der Rosenthalschen Schule zu Magdeburg und einem Pensionsjahr in Lausanne, wo sie Zeichenunterricht bei Genser von der Pariser Akademie genommen hatte, und nach weiteren sechs Monaten Aufenthalt in Paris mit Studien im Louvre erfolgten Fortbildungen im Atelier von Wedepohl und in der Malschule von Fleck.
Im Jahr 1894 heiratete sie den Leutnant Ernst Freiherr von Schimmelmann aus Frankfurt/Oder. Sie folgte ihrem Mann nach Paderborn, Naumburg und Minden. Im November 1913 ging sie zusammen mit ihrem Mann von Minden nach Oldenburg. Dieser diente im Oldenburgischen Infanterie-Regiment Nr. 91 und war Major vom Stab unter seiner Königlichen Hoheit des Großherzogs Friedrich August. Er beendete seine Laufbahn 1921 als Oberstleutnant und starb am 10. Mai 1953 in Oldenburg.
Gertrud von Schimmelmann studierte in Oldenburg die Malerei unter Hugo Zieger. Weitere Studien in der Freiluftmalerei erfolgten beim Maler Georg Müller vom Siel in der Künstlerkolonie Dötlingen. In Dötlingen hielt sich Gertrud von Schimmelmann mehrere Jahre in den Sommermonaten auf. Sie malte überwiegend Landschaften, bevorzugt die Heidelandschaft. Ihre Heidemotive fand sie später insbesondere in der Lüneburger Heide und bei Wilsede. Westermanns Monatshefte veröffentlichten bereits im Maiheft 1928 das Bild einer Birke bei Huntlosen. Die Heidebildermappe „Mein Heideglück“ ist bei Westermann Druck- und Verlagsgruppe/Braunschweig erschienen. Das Gemälde „Frühlingserwachen“ wurde vom Norddeutschen Lloyd für den Dampfer „Bremen“ erworben. Gertrud Freifrau von Schimmelmann verstarb am 29. September 1945 in Oldenburg.

Gertrud Freifrau von Schimmelmann
Heideweg

### Louise Droste–Roggemann
Louise Droste-Roggemann (1865–1945) hatte im ammerländischen Bad Zwischenahn ihre Wurzeln. Nach Beendigung der Schulzeit fasste sie gegenüber ihren Eltern den Entschluss durch, sich zur Kunstmalerin ausbilden zu lassen. Durch eine Erbschaft war sie zu genügend Geld gekommen, um nicht nur ihre Ausbildung, sondern auch damit verbundene Reisen unternehmen zu können. Louise Roggemann studierte an privaten Kunstakademien in Weimar und Dresden. In beiden Städten gab es Kunstakademien und damit auch akademisch ausgebildete Lehrer, die sich in ihrer Freizeit durch die Erteilung von privatem Mal- und Zeichenunterricht ihren Lebensunterhalt aufbesserten. Da Frauen an einer Kunstakademie in dieser Zeit noch nicht zugelassen waren, kam für diese deshalb nur ein privates Studium in Betracht. In Dresden lernte sie auch den Oldenburger Maler Bernhard Winter kennen.
Louise Roggemann lebte ab 1901 wieder in Bad Zwischenahn und lernte wenig später den aus Bremen stammenden Kaufmann Oskar Droste (1851–1941) kennen, der in dem Ort eine Torffabrik übernommen hatte. Mit der Heirat 1902 führte Louise nunmehr den Nachnamen Droste-Roggemann. 1904 kam als einiges Kind eine Tochter zur Welt. Die Malerin nahm seit ihrer Rückkehr nach Bad Zwischenahn jede Gelegenheit wahr, in der freien Natur zu malen. Obwohl Louise Droste-Roggemann mittlerweile zeitlich eingeschränkt war, besuchte sie in den Sommermonaten des Jahres 1905 den Dötlinger Maler Georg Müller vom Siel, der seit 1896 dort ständig wohnhaft war. Es muss angenommen werden, dass sie häufigeren Kontakt zu dem Dötlinger Maler hatte. In den folgenden Jahren ließ ihre künstlerische Betätigungzusehends nach. Hausfrauliche Tätigkeiten und die Erziehung der Tochter vereinnahmten sie umso mehr. Sie zeigte zudem reges Interesse für Architektur und Blumen. Diese Themen nahmen in ihrem Leben immer mehr Raum ein.
Themen ihrer Ölgemälde waren insbesondere unberührte Moor- und Heidemotive, wie sie das Ammerland und das Oldenburger Land zur damaligen Zeit reichlich besaßen. Sie hielt präzise Darstellungen einer damals noch intakten aber doch zerbrechlichen Natur auf Leinwand oder Holztafeln fest, wobei in vielen ihrer Bilder die Einflüsse des Malers Georg Müller vom Siel in ihrem Malstil zu erkennen sind. Ihre Arbeiten sind heute ein wichtiges Zeitdokument.

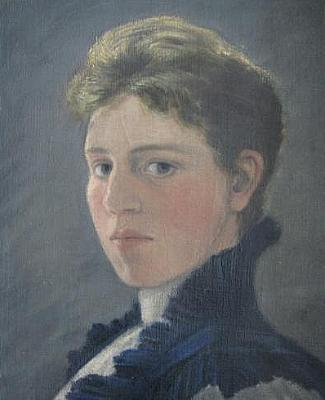
Selbstporträt
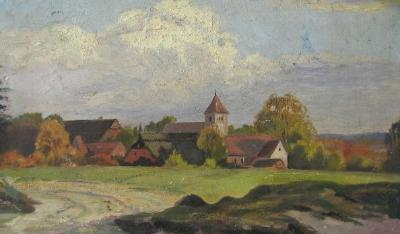
Dötlingen
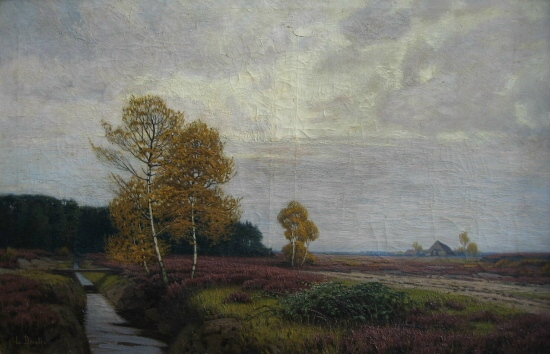
Heidelandschaft mit Bach
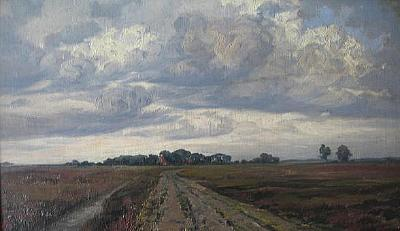
Weite Landschaft

### Hedwig Ranafier-Bulling
Hedwig Ranafier-Bulling (1882–1961) setzte sich früh intensiv mit dem Malen und Zeichnen auseinander. Ihre künstlerische Ausbildung erfolgte unter fachkundiger Anleitung. Das zeigt sich insbesondere an ihrer breiten Maltechnik in der Porträt- und Landschaftsmalerei, in der Aquarell-, Pastell- und Ölmalerei und im Beherrschen der Rötel- und Kohlezeichnung.
Ab 1900 unterhielt der akademisch ausgebildete Maler Georg Müller vom Siel einige Jahre eine private Malschule in Dötlingen, die er in den Sommermonaten für Frauen öffnete, weil diesen damals noch der Zugang zu einer Akademie versagt blieb. Wie oft und in welchen Jahren Hedwig Bulling Gast des bekannten Landschaftsmalers war, ist nicht bekannt.
Mit Beginn des 20. Jahrhunderts hielt sich Hedwig Bulling eine längere Zeit in München auf und genoss dort eine weitere professionelle künstlerische Ausbildung. Da ein Studium für Frauen an der Kunstakademie in München erst ab 1920 möglich war, kann davon ausgegangen werden, dass sie ein Studium an der Königlichen Kunstgewerbeschule in München absolvierte. Nach ihrer Ausbildung kehrte die nun vollends ausgebildete Malerin nach Oldenburg zurück und trat dem Oldenburger Kunstverein bei.
Dies eröffnete Hedwig Bulling die Möglichkeit, sich an der 339. Kunstausstellung des Oldenburger Kunstvereins zu beteiligen, die vom 15. November 1912 bis zum 15. Dezember 1912 stattfand. Auf dieser Ausstellung präsentierte sie der Öffentlichkeit die Gemälde Haus mit Weinlaub, Blick vom Goldberg bei Dötlingen sowie Heidelandschaft. Am 14. Dezember 1928 heiratete Hedwig Bulling den Reichsbahnoberrat Max Ranafier.

### Gretchen Francksen
Gretchen Francksen geb. Brunken (1886–1975) hielt sich 1905 bis zu ihrer Heirat bei Georg Müller vom Siel in Dötlingen auf. Hier in seiner Malschule hatte sie Kontakt mit vielen anderen Künstlerinnen, vornehmlich den Töchtern und Ehefrauen von hanseatischen Kaufleuten aus Bremen. Ob eine verwandtschaftliche Beziehung zur Urwaldmalerin Margarethe Francksen-Kruckenberg (1890–1975) bestand, konnte bislang nicht abschließend geklärt werden.

### Heinrich Th. Ackermann
Heinrich Th. Ackermann (1879–1937) erhielt seine künstlerische Ausbildung bei Gerhard Bakenhus (1860–1939) in Oldenburg. Dieser gründete nach seinem Studium an der Karlsruher Akademie und bei Gustav Schönleber in Berlin die sogenannte „Kreyerbrücker Schule“. Zu seinen Schülern gehörten auch u. a. Hugo Duphorn (1876–1909), Wilhelm Kempin (1885–1951), Hermann Böcker (1890–1978) und Heinz Witte-Lenoir (1880–1961). Heinrich Th. Ackermann lebte in Delmenhorst und fuhr in den Sommermonaten regelmäßig mit der Bahn nach Dötlingen, um hier seine Landschaftsmotive einzufangen und umzusetzen. Er war am 3. Februar 1879 in Hötzelroda geboren und starb am 15. April 1937 in Bremen.

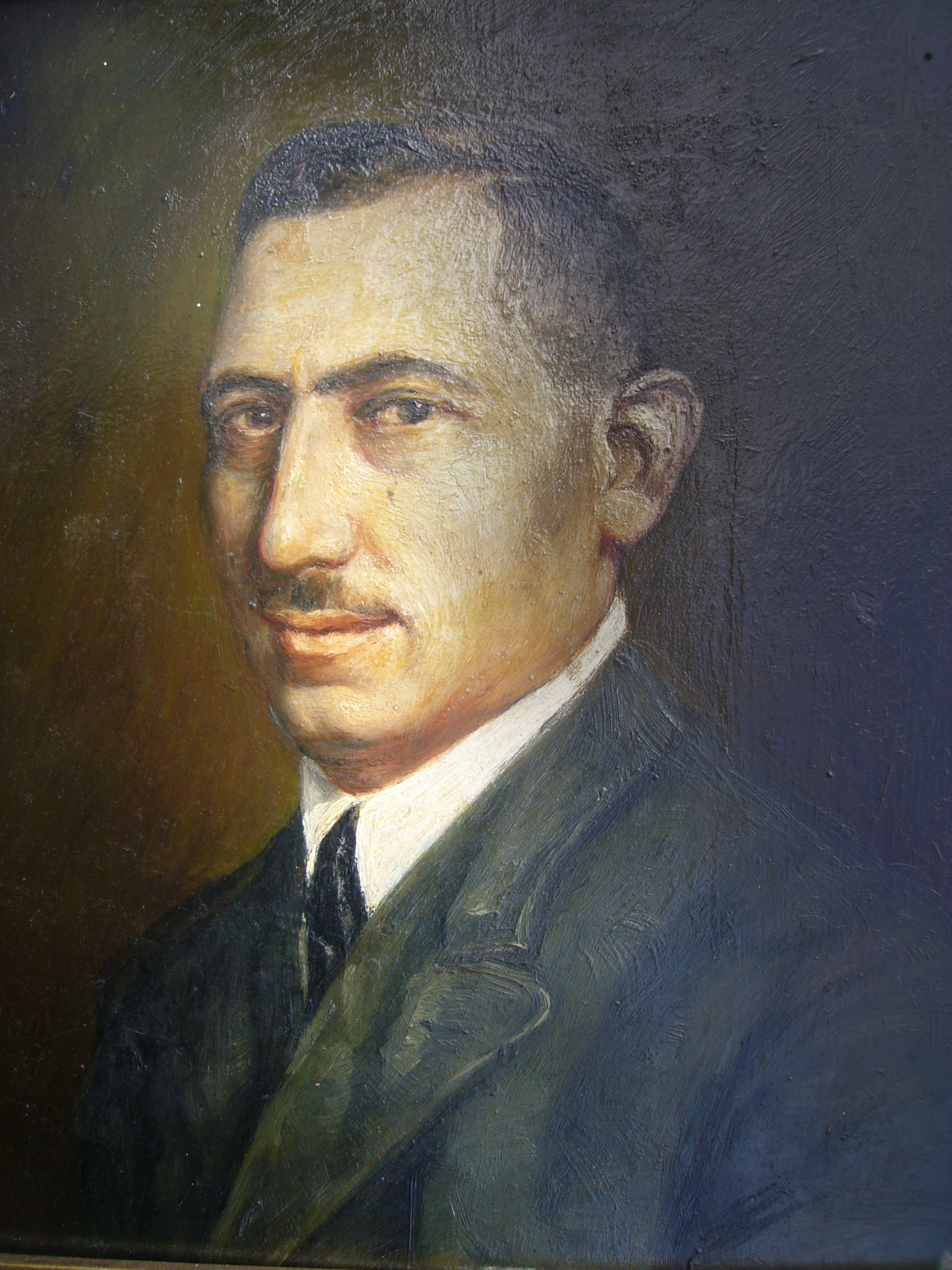
Selbstporträt
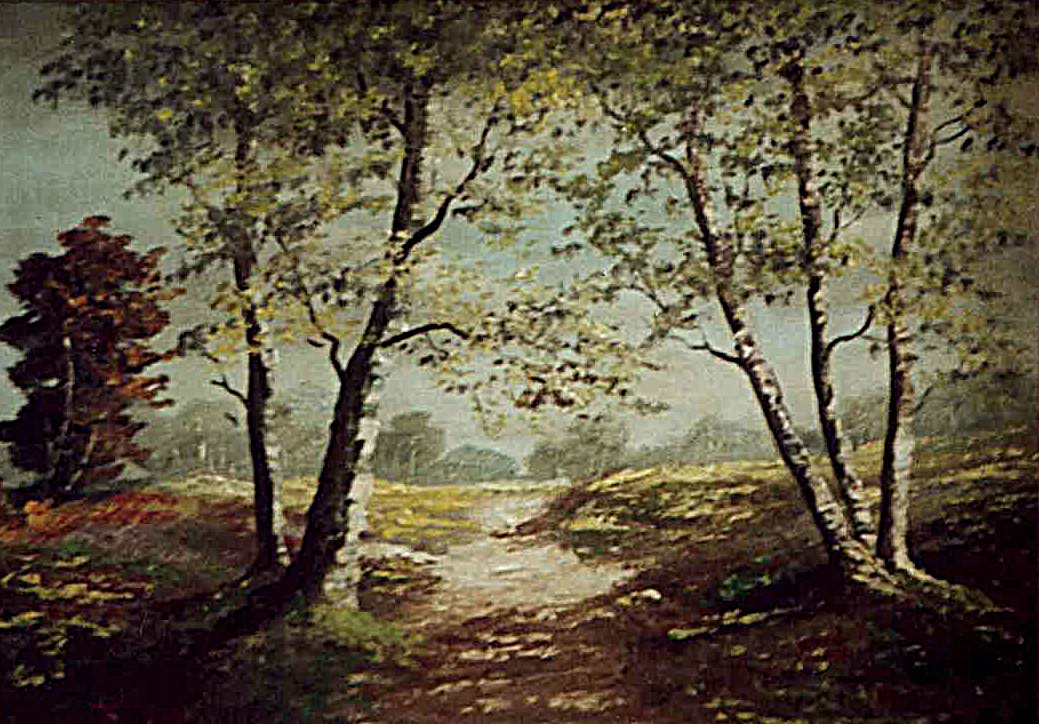
Birken am Weg

### Karl Dieckmann
Karl Dieckmann (1890–1980) wurde am 11. August 1890 in Bremen geboren. Auch er ist der Malerei verbunden, doch wollte er im Grunde kein Bildermaler sein. Karl Dieckmann besuchte die Kunstgewerbeschule in Bremen und München und wandte sich anschließend dem dekorativen Malen zu. In Kirchen betätigte er sich auch teilweise bei Freskomalereien. Nach dem Ersten Weltkrieg, den er in seinem bayrischen Regiment erlebte, wurde er vorzugsweise von militärischen Stellen für das Ausmalen von Ehrensälen der verschiedenen Traditionseinheiten mit Gefechtstafeln, Wappen u. ä. beschäftigt. Lohnende Aufgaben der letzten Jahre waren Aquarelle von alten Niedersachsenhäusern, Schafställen und Backöfen. Auch die in Dötlingen aufgestellten Wanderkarten und die neue Ortstafel stammen von seiner Hand. Viele Aquarelle mit Motiven, die einen dokumentarischen Wert besitzen, zeugen von einer sicheren Beherrschung des Pinsels und der Farbe.

### Lotte Dieckmann
Lotte Dieckmann (1894–1945) stammte aus München. Sie war Ehefrau des Malers Karl Dieckmann. Das Künstlerehepaar war von Bremen nach Dötlingen gezogen. Lotte Dieckmann erwarb sich in den dreißiger und vierziger Jahren einen großen Ruf als Porträtfotografin. Ursache ihres Erfolges war nicht allein die technische Beherrschung ihres Berufes, sondern die Fähigkeit, künstlerische Gestaltungsmittel anwenden zu können.
Vor ihrer Kamera saßen Berühmtheiten aus Politik, Wirtschaft und Kunst. Zum besonderen Erlebnis wurde für das Ehepaar Dieckmann im Jahre 1935 der Auftrag, den letzten deutschen Kaiser, Wilhelm II., in seinem holländischen Exil in Doorn und seine zweite Gemahlin, Hermine, zu porträtieren. Nach 1936 erschien ein Dötlingen-Bildband mit ihren Fotos in der „Ziehbrunnen Bildreihe“ der Schulzeschen Verlagsbuchhandlung in Oldenburg.
Ihr besonderes Interesse galt den Bauern und den traditionellen bäuerlichen Szenen. In einer Zeit, als Dötlingen bereits von Städtern regelmäßig besucht wurde, als erste Städter hier ansässig geworden waren und als die Eisenbahn das Dorf tangierte, zeichnete sie mit ihrer Fotokamera das Bild eines urtümlichen Bauerndorfes.
Lotte Dieckmann arbeitete bereits vor dem Zweiten Weltkrieg mit Farbfilmen. Ein Bildband über Dötlingen mit Charakterstudien verschiedener Alteingesessener verschaffte ihr auch in ihrer Wahlheimat großes Ansehen.
Lotte und Karl Dieckmann hatten zwei Söhne, die beide in den letzten Kriegswochen fielen. Lotte Dieckmann ertrug den Verlust nicht und wählte den Freitod.

### August Kaufhold
August Kaufhold (1884–1955) begann mit 14 Jahren in Bremen beim Industriemaler Otto Bollhagen eine Lehre. Neben anderen Arbeiten wurde er auch bei Kirchenmalereien, u. a. dem Bremer Dom, der Baumwollbörse und der dekorativen Ausmalung von Lloyddampfern eingesetzt. Seine Kunstausbildung begann in Dresden und wurde an der Kunstakademie München fortgesetzt. August Kaufhold machte mit der besten Note das „Künstlereinjährige“ und wurde mit einundzwanzig Jahren Meisterschüler des bekannten Tiermalers Heinrich von Zügel (1850–1941). Bereits während seiner Studienjahre führten ihn erste Sommerreisen nach Dötlingen.
Am 23. November 1907 schrieb der Kunstkritiker Wilhelm von Busch (1868–1940) anlässlich einer Kunstausstellung des Kunstvereins im Augusteum in den Nachrichten für Stadt und Land, Oldenburg: „Zwei merkwürdige Heidebilder stellt August Kaufhold, Wildeshausen, aus. Ein neuer, unbekannter Name, vielleicht eines Sommergastes der alten Huntestadt, der dorthin verschlagen ist. Im benachbarten Dötlingen hausen ja auch beständig Malkünstler oder –jünger.“ Dieser „unbekannte Sommergast“ war August Kaufhold. Dem leidenschaftlichen Tiermaler boten sich in der bewegten Landschaft um Dötlingen die lohnendsten Motive.
August Kaufhold wurde nach dem Bau eines Hauses im Jahr 1907, da war er 23 Jahre alt, in der Künstlerkolonie Dötlingen sesshaft und hielt seiner Wahlheimat bis zu seinem Tod 1955 die Treue. Zum 70. Geburtstag schrieb die Wildeshauser Zeitung: „Wenn man von einem Maler sprechen kann, der Liebe für das Tier hegt und pflegt und mit feiner Hand Natur und Kunst zu verbinden weiß, dann ist es August Kaufhold“.
August Kaufhold widmete sich in seiner Kunst der abwechslungsreichen Landschaft, er malte das Dorf, seine Straßen, seine Höfe und immer wieder Schafe und Kühe.  August Kaufhold war ein großer Tierfreund. Deshalb ließ er auch seine vierbeinigen Freunde auf seinen Bildern immer korrekt und vorteilhaft aussehen. Sein erstes Künstlerhaus ließ Kaufhold 1908 in den Goldbergen bauen, eine typische Reformvilla mit Hunteblick. Hier lebte er zwei Jahre und verkaufte dann das repräsentative Haus. Er errichtete am Heideweg, unterhalb des Gierenbergs (damals Petersberg genannt) den ersten Lopshof. Die Lage seines Künstlerdomizils nach eigenem Entwurf befand sich knapp außerhalb des besiedelten Bereichs, in einer noch fast wilden Naturlandschaft. Die Bremer Sportzeitung schreibt 1920: „In jedem Raum seines kleinen, ebenerdigen Hauses fällt der Blick auf etwas Schönes und Apartes, auf herrliche alte Truhen, Schränke und Geräte. Im Jahr 1925 traf ihn ein Schicksalsschlag. Sein liebevoll ausgestattetes Haus brannte ab, mit allen Schätzen der Volkskunst, die er über Jahrzehnte gesammelt hatte.“ Von den Geldern der Brandversicherung errichtete er ein großes Pensionshaus, um Künstlerkollegen ein gastfreundliches Haus zu bieten. Diesen Weg war vor ihm bereits Georg Müller vom Siel gegangen. So bekam August Kaufhold regelmäßigen Besuch von Künstlern und Kunstinteressierten. Gerade auch die in der Nähe ansässigen Künstler wie Ludwig Fischbeck (1866–1954), Heinz Witte-Lenoir (1880–1961) und viele andere nahmen gerne den Weg in die Künstlerkolonie Dötlingen.

### Karl Dehmann

Ehemaliges Haus von Karl Dehmann

Karl Dehmann (1886–1974) kam 1908 im Alter von 22 Jahren nach Dötlingen. Er hatte das Malen auf der Kunstgewerbeschule in Hamburg gelernt. Offenbar war der Ruf Dötlingens bis in die Hamburger Studentenkreise vorgedrungen. Seine erste Dötlinger Unterkunft fand Dehmann in einer Kate des Bauern Bührmann. Er richtete sich hier eine einfache Wohnung mit Atelier ein. In der Nachbarschaft arbeiteten August Kaufhold und Otto Pankok. Dehmann malte vor allem Dötlinger Dorfszenen, aber auch Stillleben.  Nach russischer Kriegsgefangenschaft im Ersten Weltkrieg kehrte Karl Dehmann mit seiner Frau Sonja nach Dötlingen zurück. Er lernte seine Frau in Russland kennen, damals eine Rote-Kreuz-Pflegerin. Auf Grund der politischen Situation – Karl Dehmanns Frau Sonja war eine Jüdin – entschieden die Dehmanns 1939 das Land zu verlassen und gingen in die Vereinigten Staaten. Bis zu ihrem Tod lebten sie in der Umgebung von New York.

### Cornelius Rogge
Cornelius Rogge (1868–1949) eignete sich seine künstlerischen Fähigkeiten autodidaktisch an. Er war ein guter Radierer. Mit seiner Schwester Emy Rogge richtete er ab 1922 eine Radierwerkstatt in Worphausen ein. Hier fertigte er überwiegend kolorierte Radierungen mit Motiven der norddeutschen Landschaft, insbesondere die Landschaften um Worpswede und Dötlingen. Über Kunstpostkarten sind seine Arbeiten in ganz Deutschland und auch im Ausland bekannt geworden. In Worpswede sagt man, dass bei schlecht laufenden Geschäften seine Arbeiten dann von seiner Schwester signiert wurden. So konnte er einen erheblich besseren Preis erzielen. Die Geschwister Rogge ließen ihre Radierungen unter anderem auch bei einer Druckerei in Berlin drucken. Hier gingen dann zahlreiche Kupferplatten der Radierungen während des Zweiten Weltkrieges verloren.

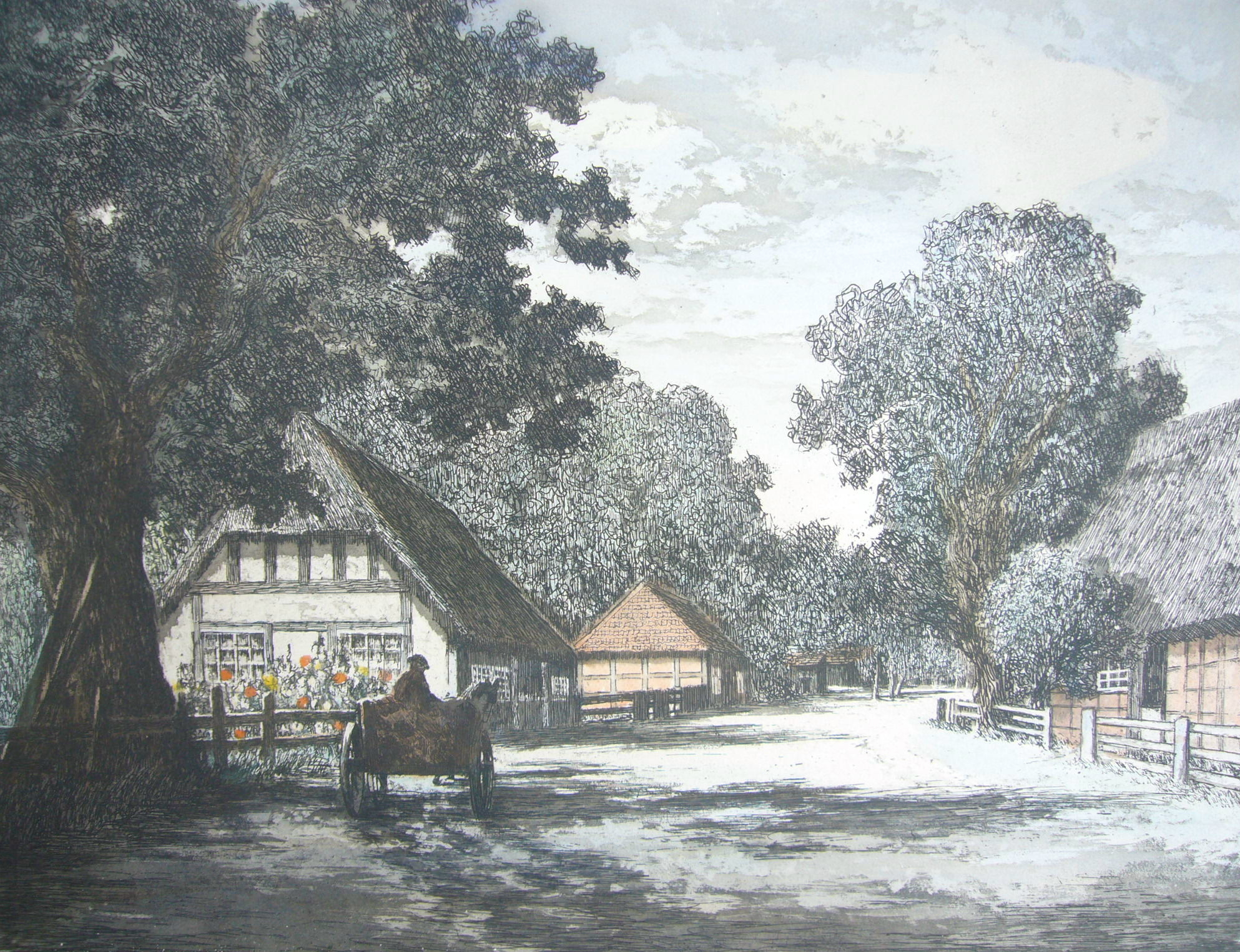
Dorfstraße in Dötlingen
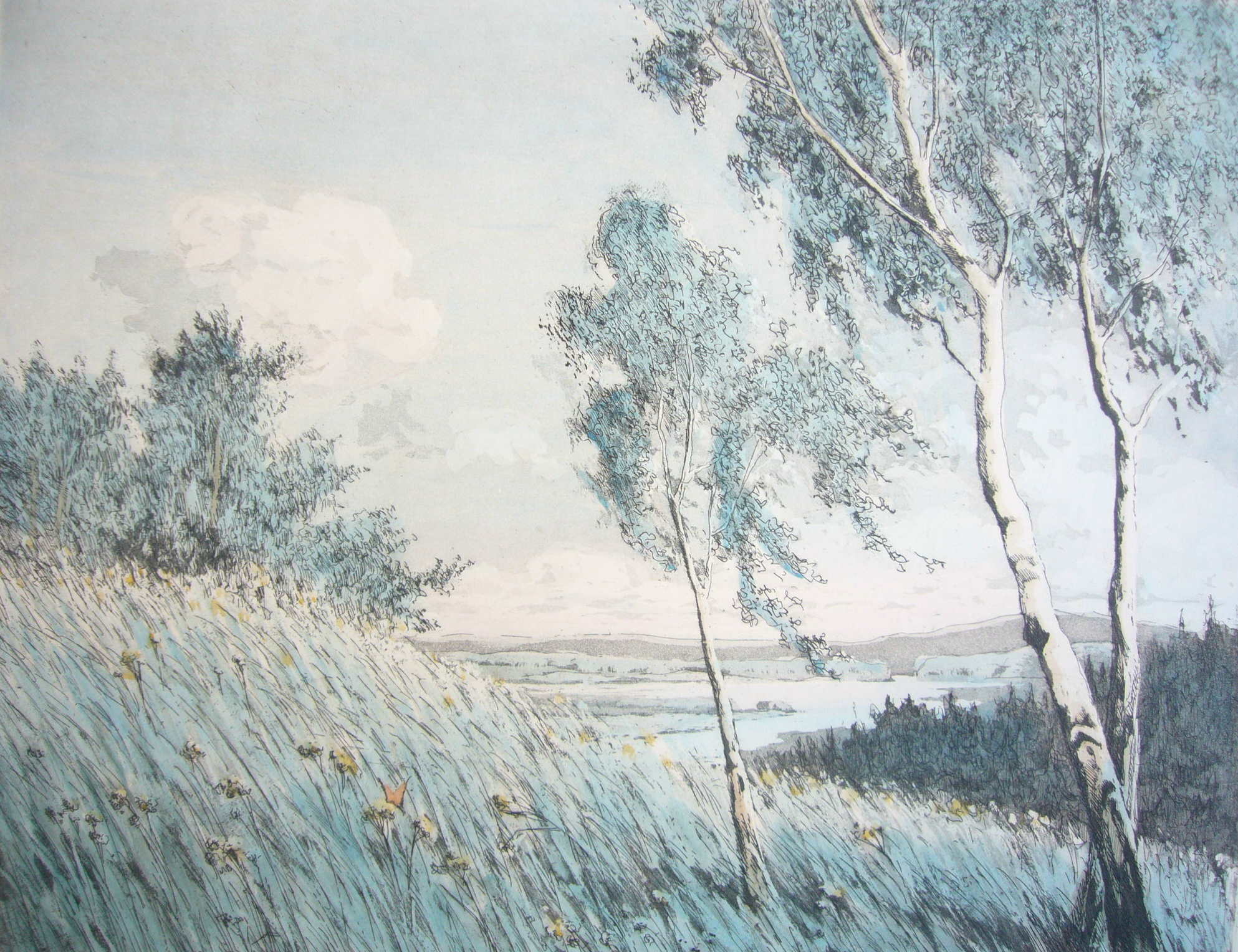
Sommertag an der Hunte bei Dötlingen

### Emy Rogge
Emy Rogge (1866–1959) oder Emmy, Taufname Emelie, wurde in Schweewarden an der Wesermündung geboren. Der Vater war Privatbankier und die Mutter stammte aus einer Leipziger Künstlerfamilie. Von ihrer Mutter bekam, Emy Rogge die Anregungen zum Zeichnen. Ab 1891 wohnte sie bei ihrem Onkel, dem Bildhauer Oskar Rassauer (1843–1912), in Dresden. In Dresden erhielt sie bei Carolin Friedrich (1828–1914) und einem weiteren Kunstlehrer Zeichenunterricht. Im Anschluss daran besuchte sie die Malschulen von Paul Müller-Kaempff (1861–1941) und Georg Müller vom Siel (1865–1939) in der Künstlerkolonie Dötlingen und Gerhard Bakenhus (1860–1939) in Kreyenbrück, mit denen sie auch im 1904 gegründeten Oldenburger Künstlerbund verzeichnet ist. Alle drei spielten eine große Rolle in der Entwicklung der Oldenburger Landschaftsmalerei, die sich parallel zur Worpsweder seit etwa 1885 entwickelte. In jeweils eigener malerischer Handschrift nahmen auch sie die Natur zum Vorbild, gaben das sinnliche Erlebnis von Moor, Heide und Marschland in wechselnden Licht- und Luftverhältnissen der Jahreszeiten wieder.
Der Großvater von Emy Rogge und die Großmutter von Georg Müller vom Siel waren Geschwister. Emy Rogge war ein Jahr jünger als Georg Müller vom Siel und während ihrer Kindheit wohnten die Familien in unmittelbarer Nähe zueinander. Es ist deshalb davon auszugehen, dass es zwischen den Familienmitgliedern ständige familiäre Kontakte gab. Auf der 290. Kunstausstellung des Kunstvereins Oldenburg beteiligten sich sowohl Georg Müller vom Siel als auch Emy Rogge. Die Oldenburgischen Nachrichten berichten am 18. Februar 1898 „Müller vom Siel erfreut uns wieder durch ein in seiner bekannten sonnigen, gemütswarmen Weise gehaltenes Sommertagsbild: ‚Quelle in Dötlingen‘ (150 cm x 200 cm). Emy Rogge durch zwei frisch und flott gemalte Blumenbilder: ‚Chrysanthemen‘ (114 cm × 77 cm) und ‚Anemonen‘ (53 cm × 65 cm).“ In ihren Berichten erwähnte Emy Rogge, dass sie sich in den Jahren 1901 und 1902 mehrfach in der Malschule von Georg Müller vom Siel in Dötlingen aufgehalten hat.
Ab 1902 arbeitete Emy Rogge im Berliner „Kaiser-Friedrich-Museum“, dem späteren Bode-Museum. Ihre Hauptaufgabe war dort, alte Meister zu kopieren. 1922 ging sie nach Worpswede. Hier fertigte sie zahlreiche Gemälde und Radierungen an. Gemeinsam mit ihrem Bruder Cornelius Rogge richtete Emy Rogge in Worphausen eine Radierwerkstatt ein. Beide kolorierten und signierten Radierungen. Diese wurden teilweise als Postkarten verkauft. Dadurch wurden die Werke der Geschwister Rogge weit verbreitet.

### Franz van der Glas
Franz van der Glas (1878–1964) entstammte einer alten holländischen Künstlerfamilie. Aus der Familie gingen Maler und Komponisten hervor. Als Sohn eines Malermeisters musste er seinem Vater nach der Schulzeit helfen und nach altem handwerklichen Brauch und alten Familienrezepten die Farben selber reiben, deren Haltbarkeit und Leuchtkraft bekannt sind. Franz van der Glas verschrieb sich schon in ganz jungen Jahren der Kunst. In München studierte er Kunst bei August Brandes (1872 1948). Von hier aus trat er seine Studienreisen nach Italien und Österreich an. In Sachsen restaurierte er in einigen Schlössern alte Fresken. Nach seinen Wanderjahren entschloss er sich, Deutschland zu seiner zweiten Heimat zu machen. Zunächst blieb er in Bremen. Hier lernte er seine Frau kennen und wohnte in der Römerstraße. Von Bremen aus fuhr er oft während der Sommermonate mit der Eisenbahn nach Dötlingen. Fliegerangriffe während des Zweiten Weltkrieges vernichteten seine beiden Häuser in Bremen. Vorübergehend zog er nach Worphausen. Franz von der Glas erwarb 1955 ein Haus an der Moorhauser Landstraße in Lilienthal. Hier verbrachte er seinen Lebensabend.

### Hermann Dick
Hermann Dick (1875–1958) wurde am 27. Februar 1875 in Düsseldorf geboren. Er studierte in München, Berlin und Paris. Hermann Dick und seine russische Freundin, die Malerin Lubow Letnikof, kamen am 1. Juni 1911 zum ersten Mal nach Dötlingen. Danach ging Dick über Moskau und Paris nach Worpswede. 1914 floh er von Belgien nach Paris und wurde dort interniert. Diese Daten sind einem Tagebuch vom mit Hermann Dick befreundeten Edwin Könemann, dem Erbauer der sogenannten „Worpsweder Käseglocke“, zu entnehmen.
Ein Selbstbildnis (1927) von Hermann Dick befindet sich im Museum Ludwig in Köln. Das Museum Ludwig hat weitere Zeichnungen Dicks in der Sammlung, darunter fünf weibliche Akte, die Dollendorfer Mühle bei Ahrhütte/Eifel, altchinesische Akrobaten und Kücheninterieur. Alle Zeichnungen sind zwischen 1933 und 1935 entstanden.
Weitere Arbeiten sind im Suermondt-Museum, Aachen, in der Ruhmeshalle in Barmen und der städtischen Kunstsammlung in Düsseldorf.

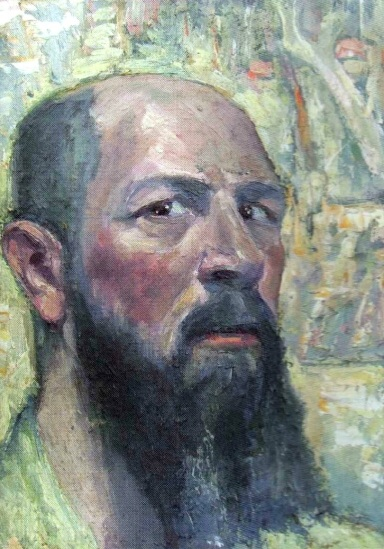
Selbstporträt
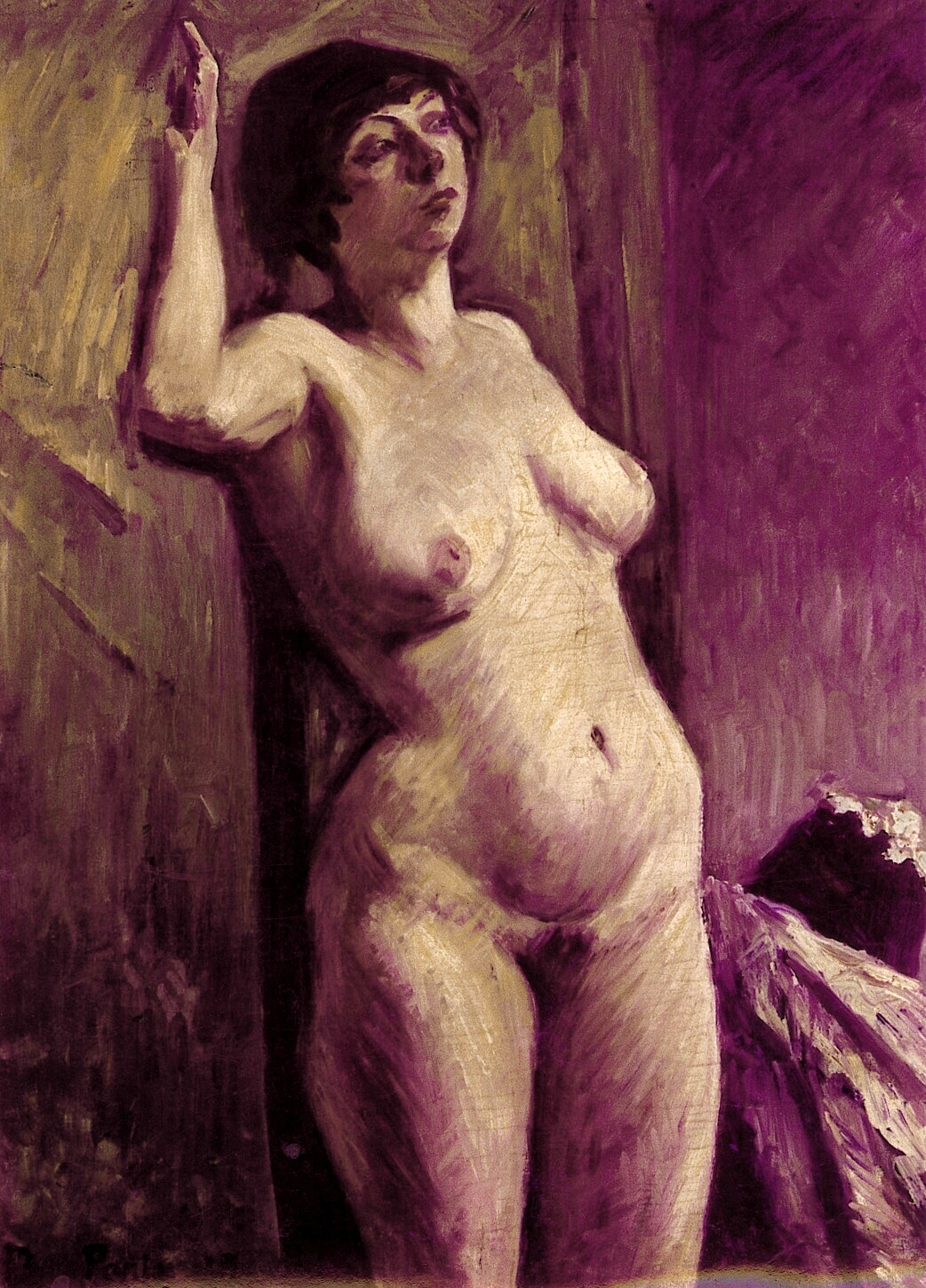
Lubow Letnikof Akt. um 1911
Postkarte aus Dötlingen, 1911
Postkarte aus Dötlingen, 1911
Skizze von Lubow Letnikof, 1911
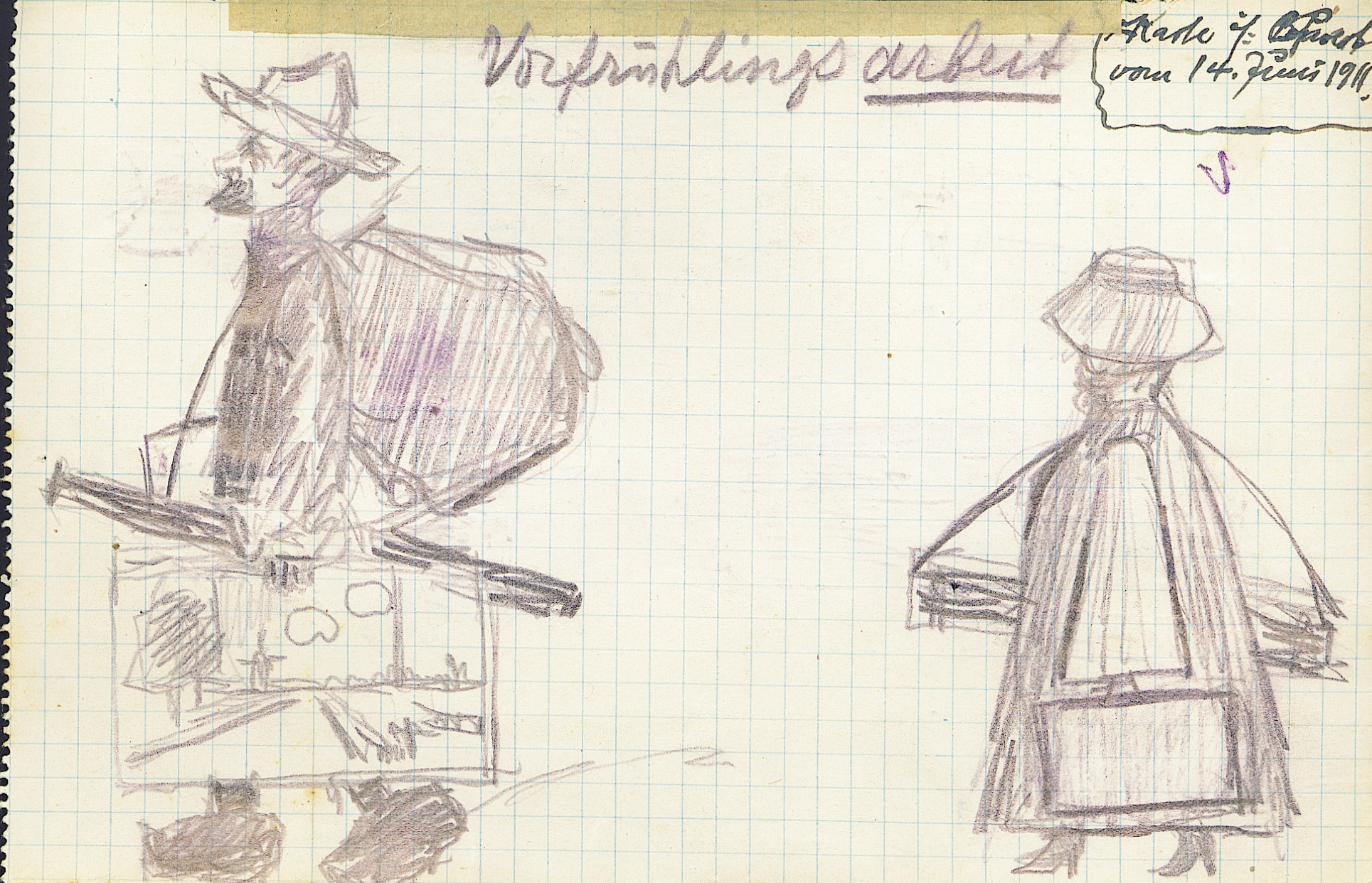
Skizze von Lubow Letnikof, 1911
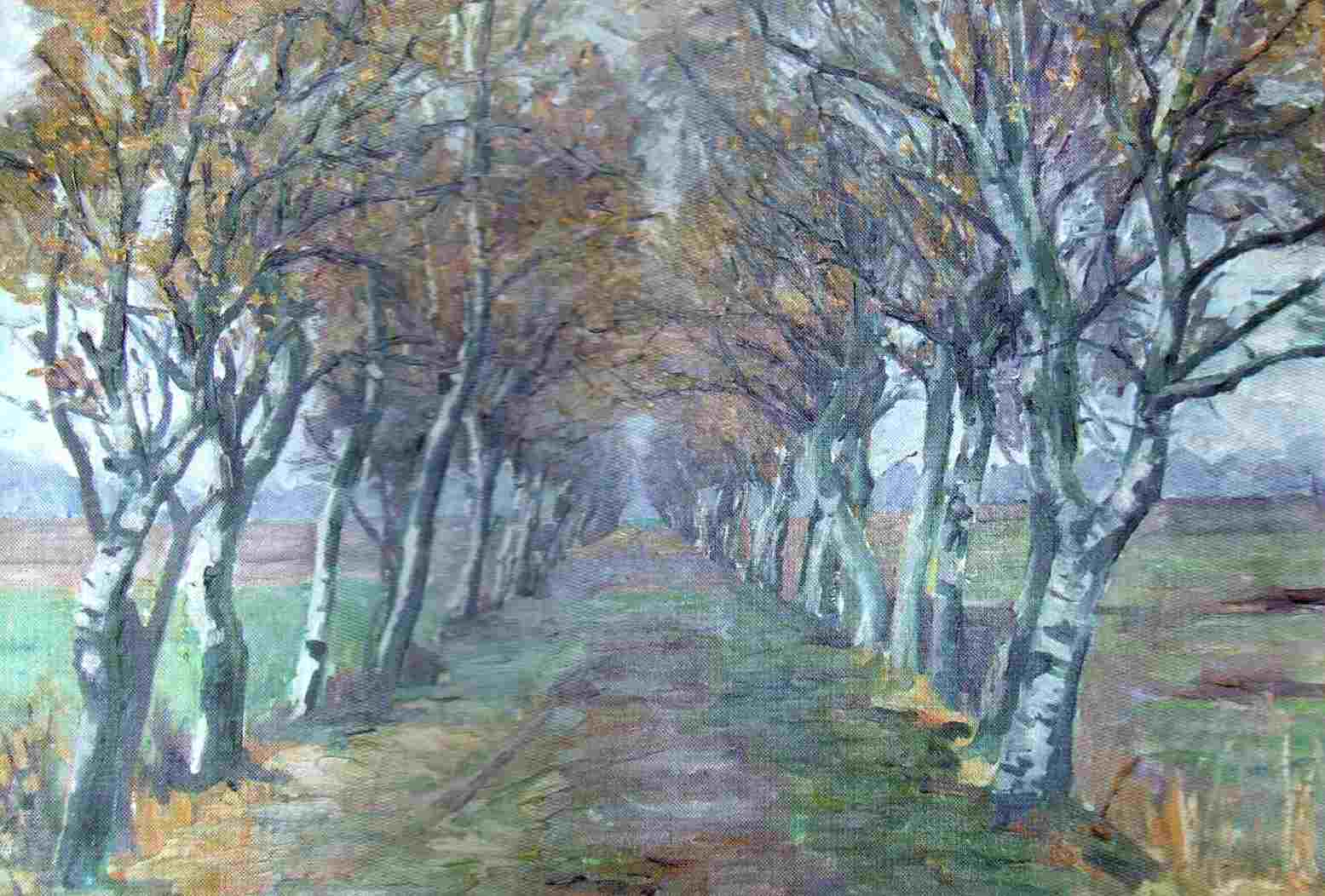
Baumallee
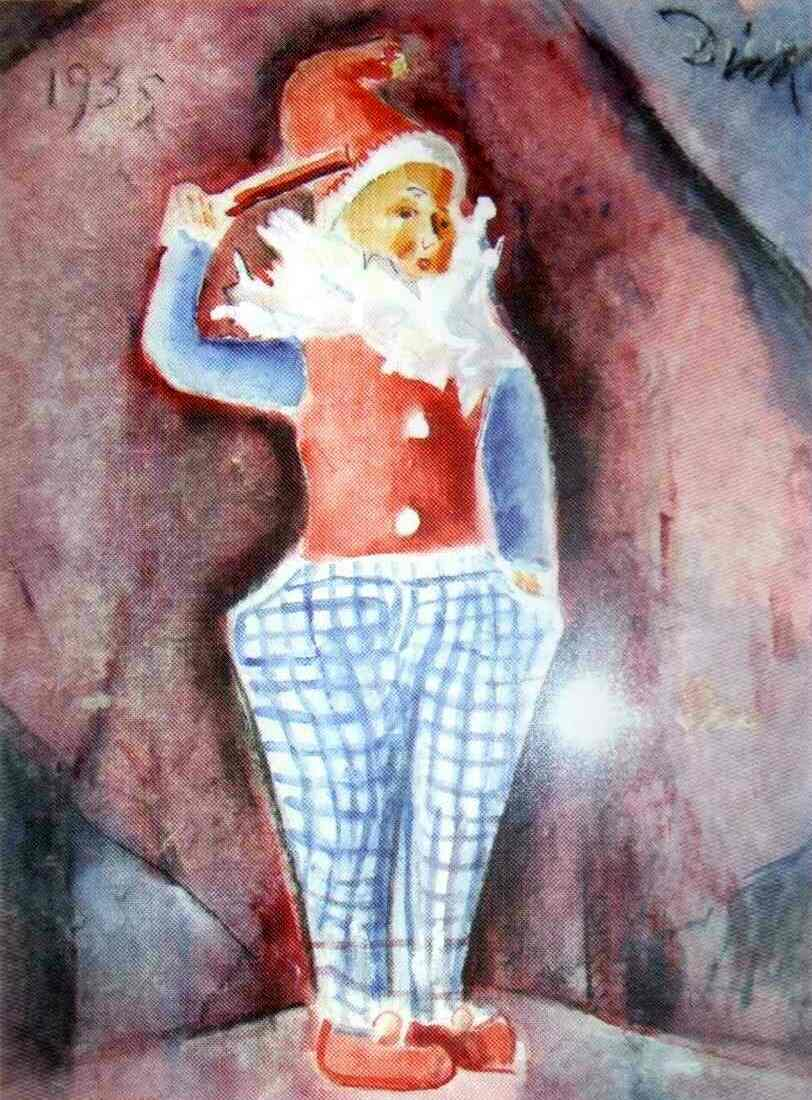
Clown. 1935
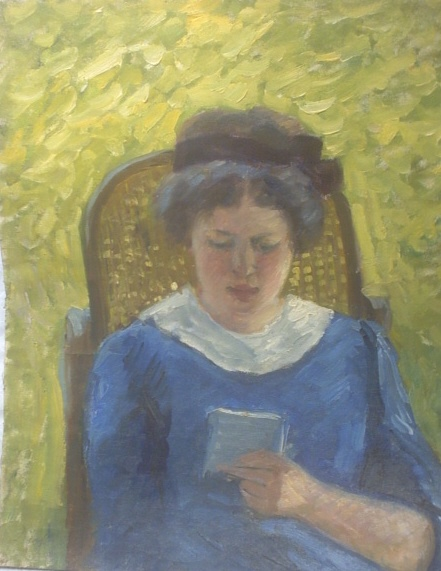
Lesendes Mädchen.
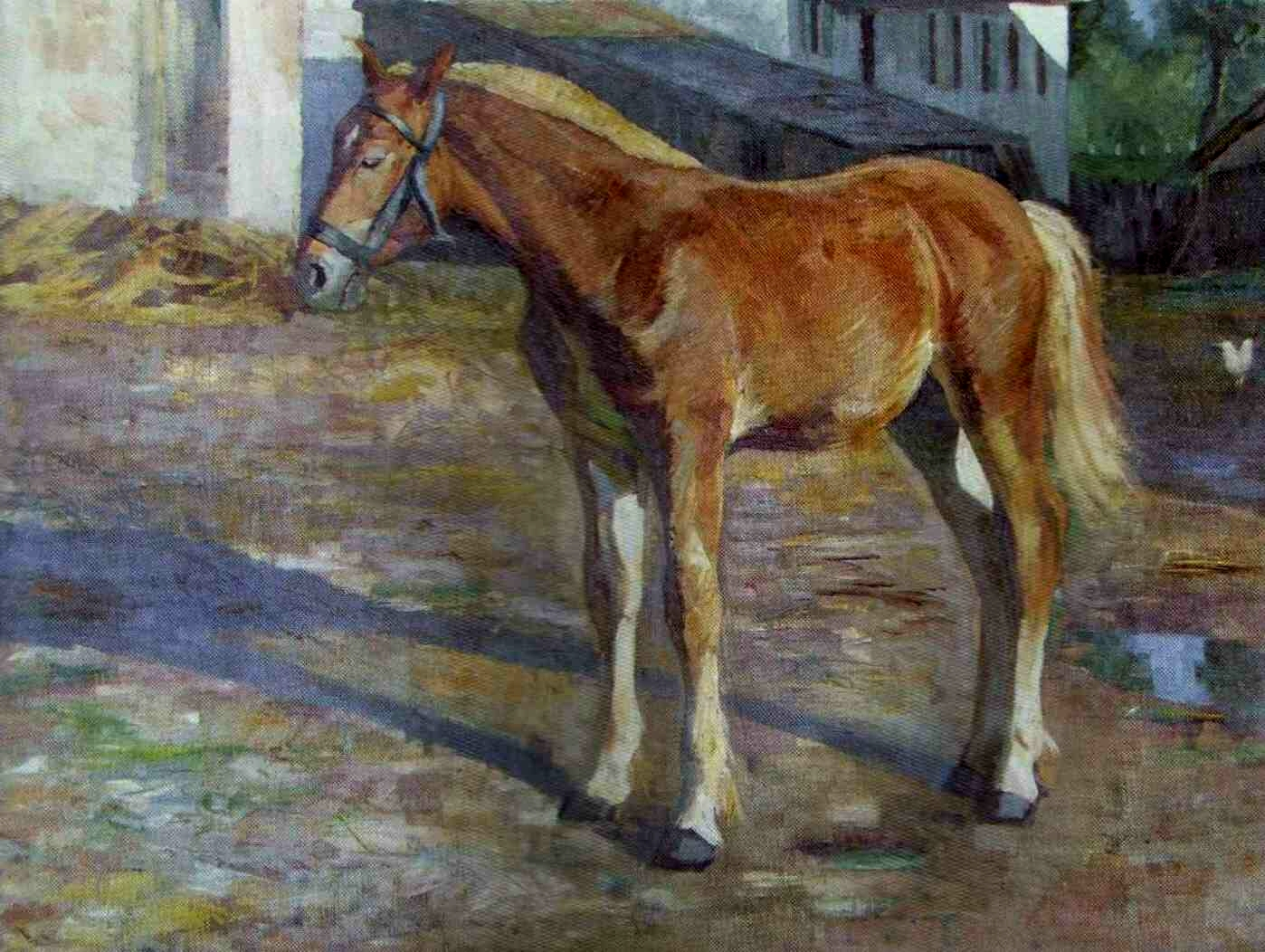
Fohlen.

### Wilhelm Scholkmann
Wilhelm Scholkmann (1867–1944) wurde am 25. Dezember 1867 in Berlin geboren.
Der Vergessene unter den „Worpsweder Künstlern“ tauchte erstmals 1900 in Worpswede auf und ließ sich 1910 endgültig dort nieder und starb im Sommer des Kriegsjahres 1944 im Worpsweder Armenhaus.
Wilhelm Ludwig Scholkmann begann seine Kunstausbildung in München. Ab 1889 besuchte er in München die Malschule Heinrich Knirr (1862–1944). An der Akademie studierte Scholkmann ebenfalls bei Ludwig von Herterich (1856–1932) und bei Johann Leonhard Raab (1825–1899). Ab 1891 hielt er sich zur weiteren Ausbildung in der Künstlerkolonie Dachau auf und ging dann zu Kunstakademien nach Paris und Düsseldorf.
Im Jahr 1908 zog es Wilhelm Scholkmann von Berlin wieder in den Nordwesten. Er ging direkt in die Künstlerkolonie Dötlingen. Am Ort war Scholkmann vom 5. Oktober 1908 bis 7. Mai 1910 gemeldet. Von dort aus stellte er 1909 zwei Bilder in der 328. Ausstellung des OKV aus. Die Versicherungswerte betrugen für die Bilder Vor Beginn des Gottesdienstes 3.500,00 und Beim Frühstück 1.500,00 Reichsmark.
Insbesondere an seinem großen Gemälde Vor Beginn des Gottesdienstes hatte er ein halbes Jahr lang hart gearbeitet. Er war u. a auch deshalb nach Dötlingen gezogen. Am 17. Oktober schrieb er in sein Tagebuch: „Die Einzelheiten des Kircheninneren auszuführen, war nicht immer ein Vergnügen. Dieses Bild soll nun mein letzter Versuch sein, als Figurenmaler wenigstens hier in Norddeutschland durchzudringen. Ich rechne mit Sicherheit darauf, dass dieses Bild ziemliche Beachtung finden wird.“
Die junge Tochter des Ortsgeistlichen, das „Pastorengretel“ ist darauf verewigt, die große unerwiderte Liebe des Künstlers.

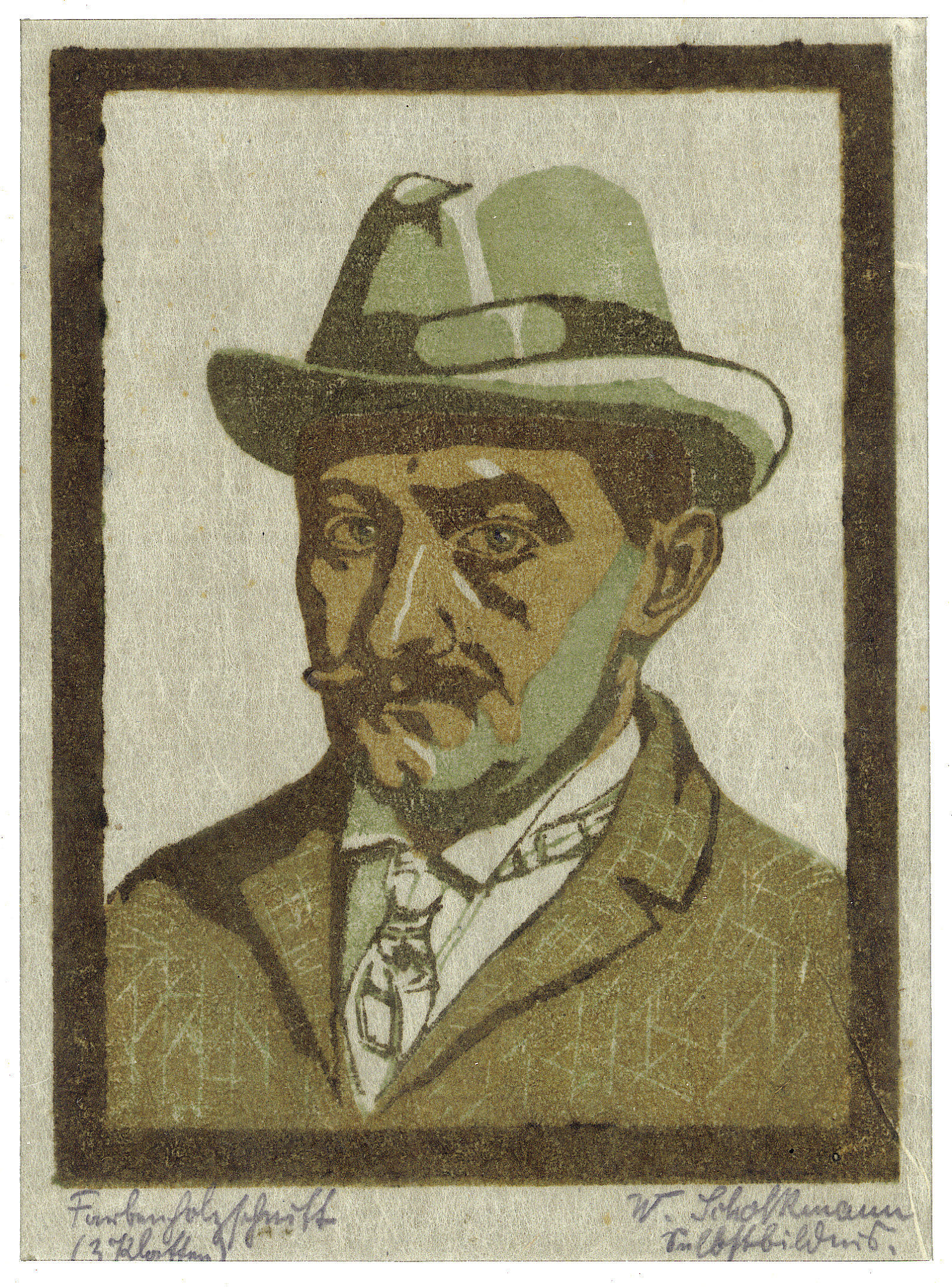
Selbstporträt.
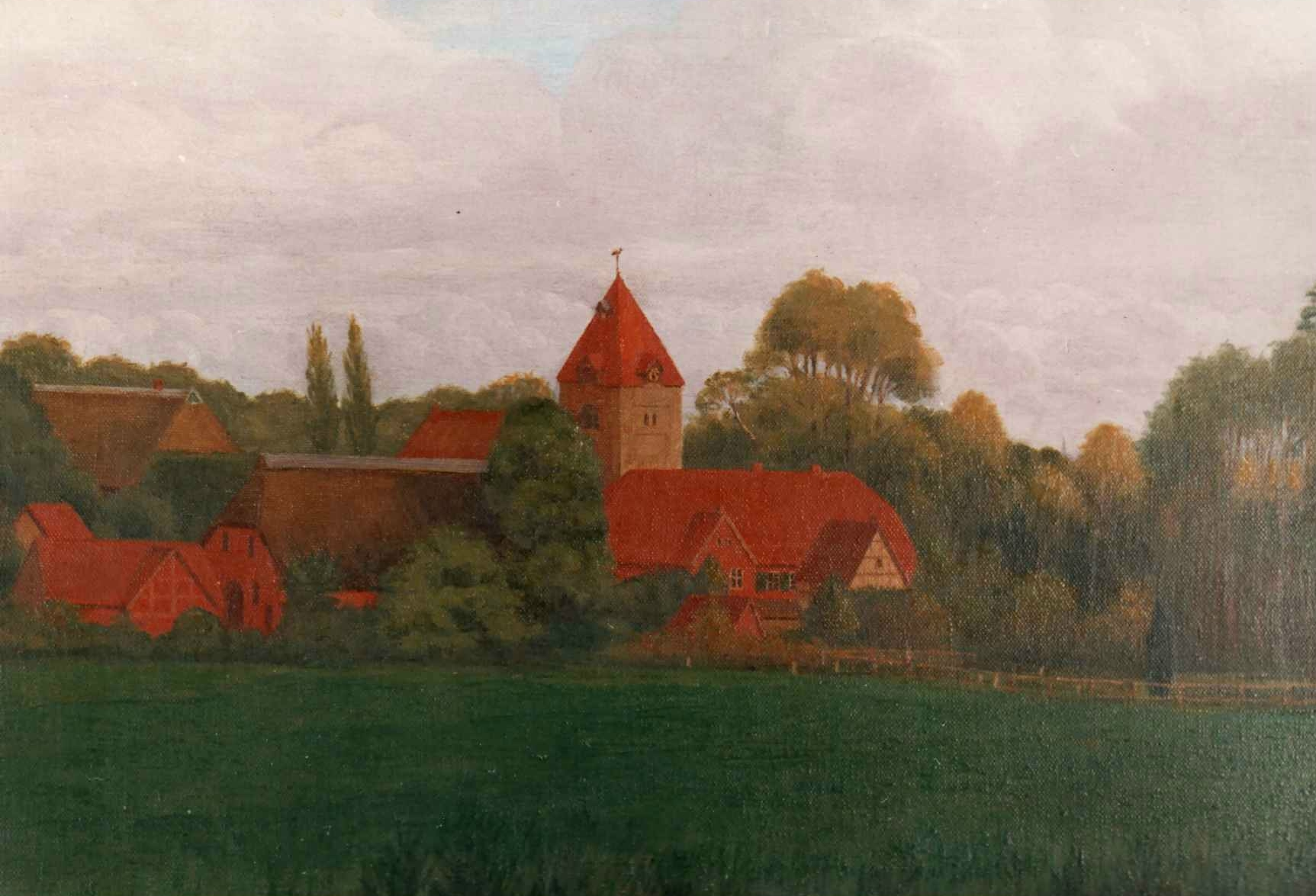
Dötlingen. Um 1909
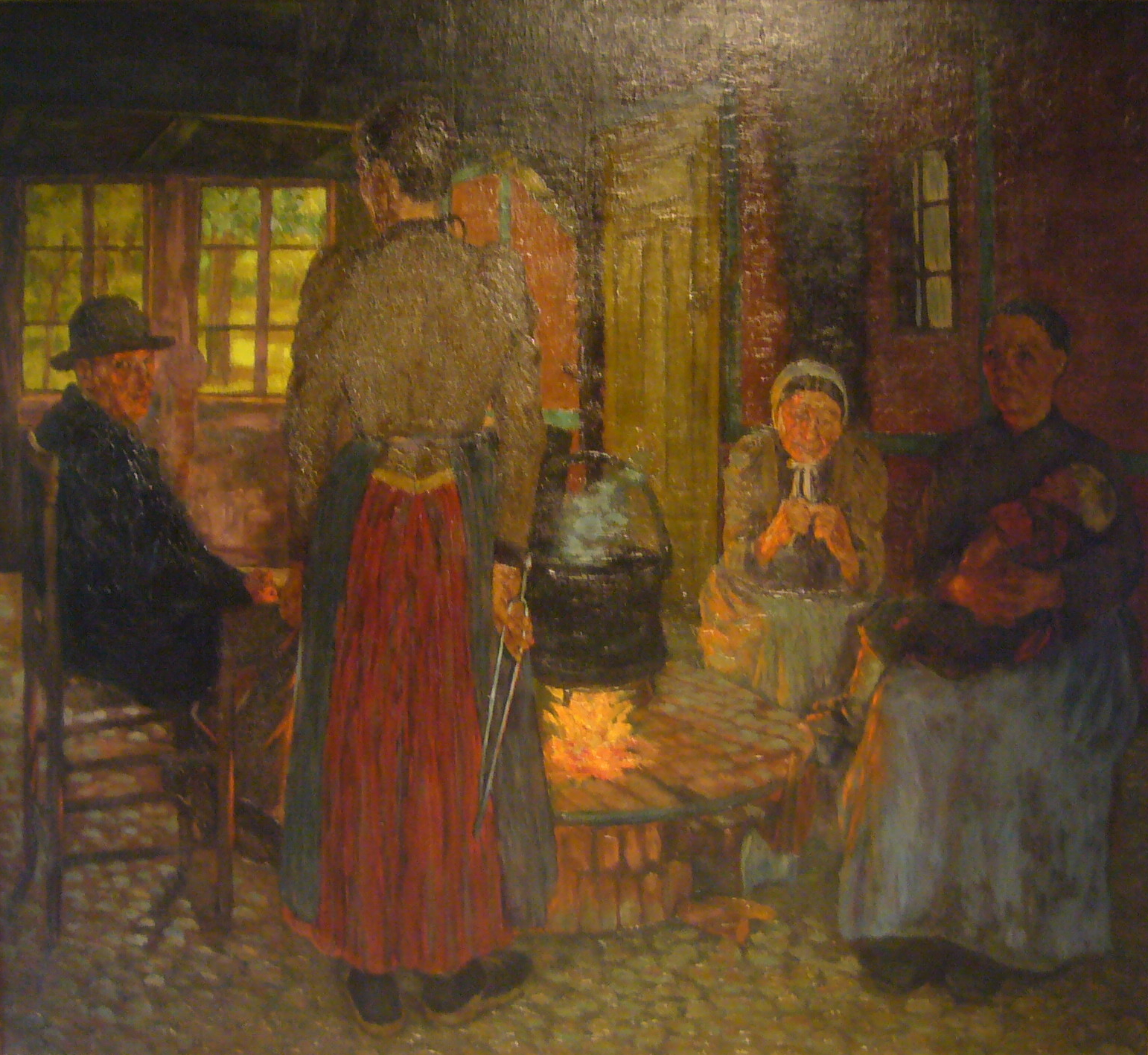
Am Herdfeuer.

### Carl Lohse
Carl Lohse (1895–1965) wurde in Hamburg geboren. Durch die Förderung von Alfred Lichtwark konnte er von 1909 bis 1910 die Staatliche Gewerbeschule und die Malschule von Arthur Siebelist in Hamburg besuchen. Im Jahr 1913 studierte Carl Lohse an der Akademie in Weimar bei Albin Egger-Lienz und Fritz Mackensen. Zu dieser Zeit lernte er auch Otto Pankok kennen, und die beiden wurden Freunde. Daraufhin besuchte Lohse seinen Freund Pankok in der Zeit zwischen 1913 und 1914 in Dötlingen. Mit großer Wahrscheinlichkeit holte er sich dort Inspiration für eine Reihe seiner ländlichen Motive. In dieser Zeit besuchte Lohse Galerien in Holland und erlebte dabei unter anderem die Werke von Vincent van Gogh.
Den größten Teil seines Lebens verbrachte er in Bischofswerda. Das hier zwischen 1919 und 1921 entstandene Frühwerk gilt als besonders bemerkenswert. Abstraktion und Vereinfachung sind bei Lohse auf die Spitze getrieben. Beeinflusst wurde sein Werk unter anderem von der Auseinandersetzung mit Werken van Goghs. Thematisch befasste sich Carl Lohse vor allem mit Porträt- und Aktdarstellungen, aber auch mit Landschaftsbildern und Darstellungen von Architektur und Arbeitsleben.
Ein Großteil von Lohses Arbeiten befindet sich in Privatbesitz. Das Stadtmuseum in Bautzen besitzt die größte öffentliche Sammlung von seinem bedeutenden Frühwerk. 2005 wurden diese 32 Werke für 270.000 Euro (davon 40.000 Euro von der Stadt selbst gestellt, der Rest von Sponsoren und Stiftern) in Abstimmung mit der Carl-Lohse-Galerie in Bischofswerda, die selbst nicht über die finanziellen Möglichkeiten verfügte, die Werke anzukaufen, aus Privatbesitz erworben. Damit ist ein wichtiger Teil von Lohses Werk wieder in seine Entstehungsregion zurückgekehrt.
Über Dötlingen gibt es eine Notiz von Carl Lohse: „Es war Sommer 1914, da waren Otto Pankok und ich über Dötlingen und Haselünne nach Holland gezogen um einmal im schönen Holland gewesen zu sein. Ich kannte das alles noch nicht. Otto war jedoch damit vertraut und kannte seine Holländer auch in Volendam und auf Marken in der Zuidersee. Während wir die verschiedenen Städte und Galerien durchstreiften, lasen wir die Nachricht vom Schuss in Sarajewo. Wir brachen sofort ab … . Wir zweifelten nicht, dass es Krieg geben würde und mussten also, wenn wir noch unbeschwert nach Hause kommen wollten, unsere sieben Sachen packen … .Ich konnte gerade noch den letzten offiziellen Schnellzug von Bremen nach Hamburg benutzen, bevor das gesamte Eisenbahnnetz für jeglichen Zivilverkehr gesperrt war. Otto wurde bald eingezogen. Ich hatte Zeit bis Frühjahr 1915 …. Zwischendurch war ich dann nochmals nach Dötlingen gefahren, um meine Arbeiten heimzuholen. Ary Bergen (1886–1950) begleitete mich. Von meinen Sachen fand ich nichts mehr wieder, außer einigen Keilrahmen, aus welchen die Bilder herausgeschnitten waren…. Wir fuhren deprimiert nach Hause zurück.“

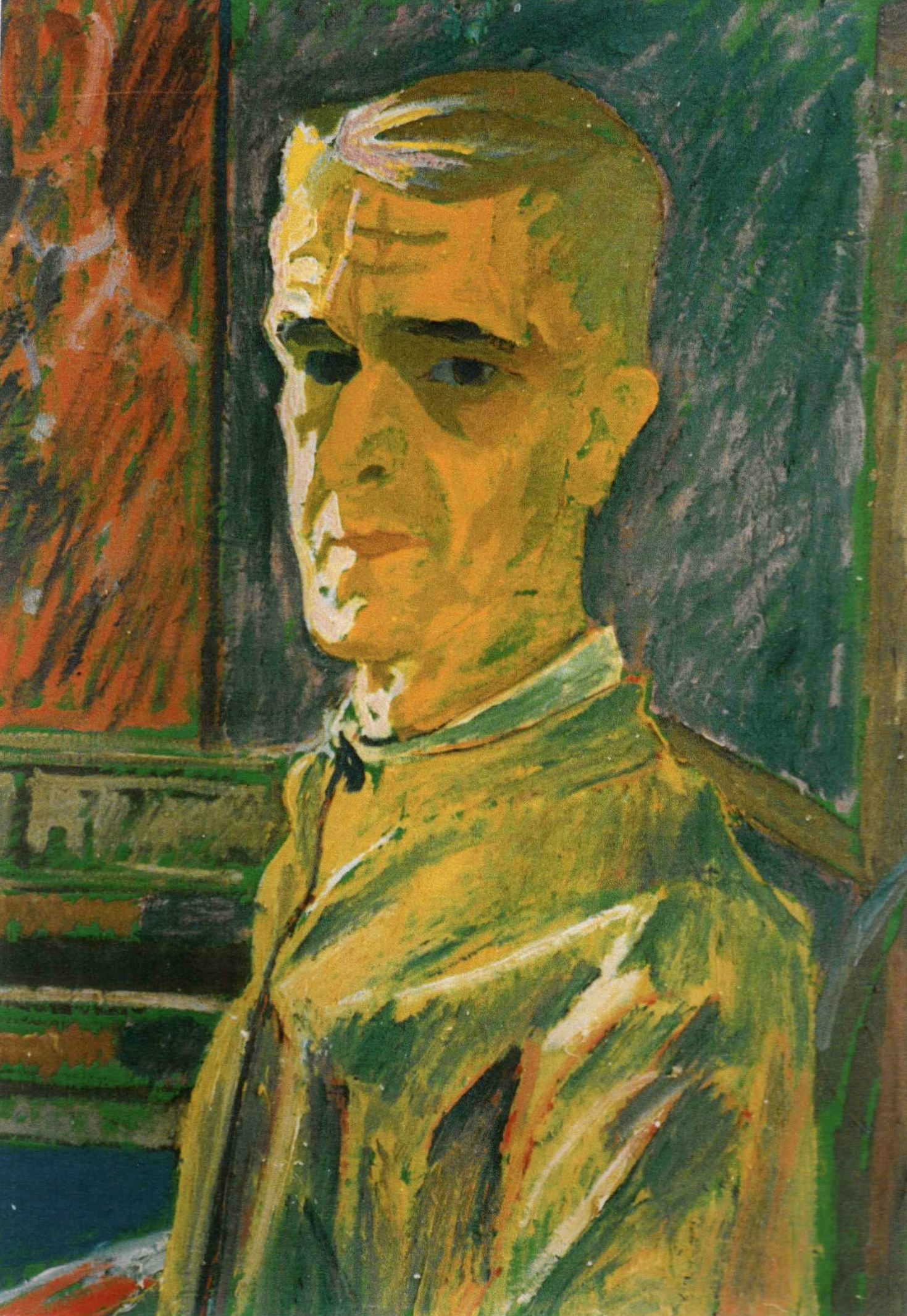
Selbst im Malerkittel. um 1950
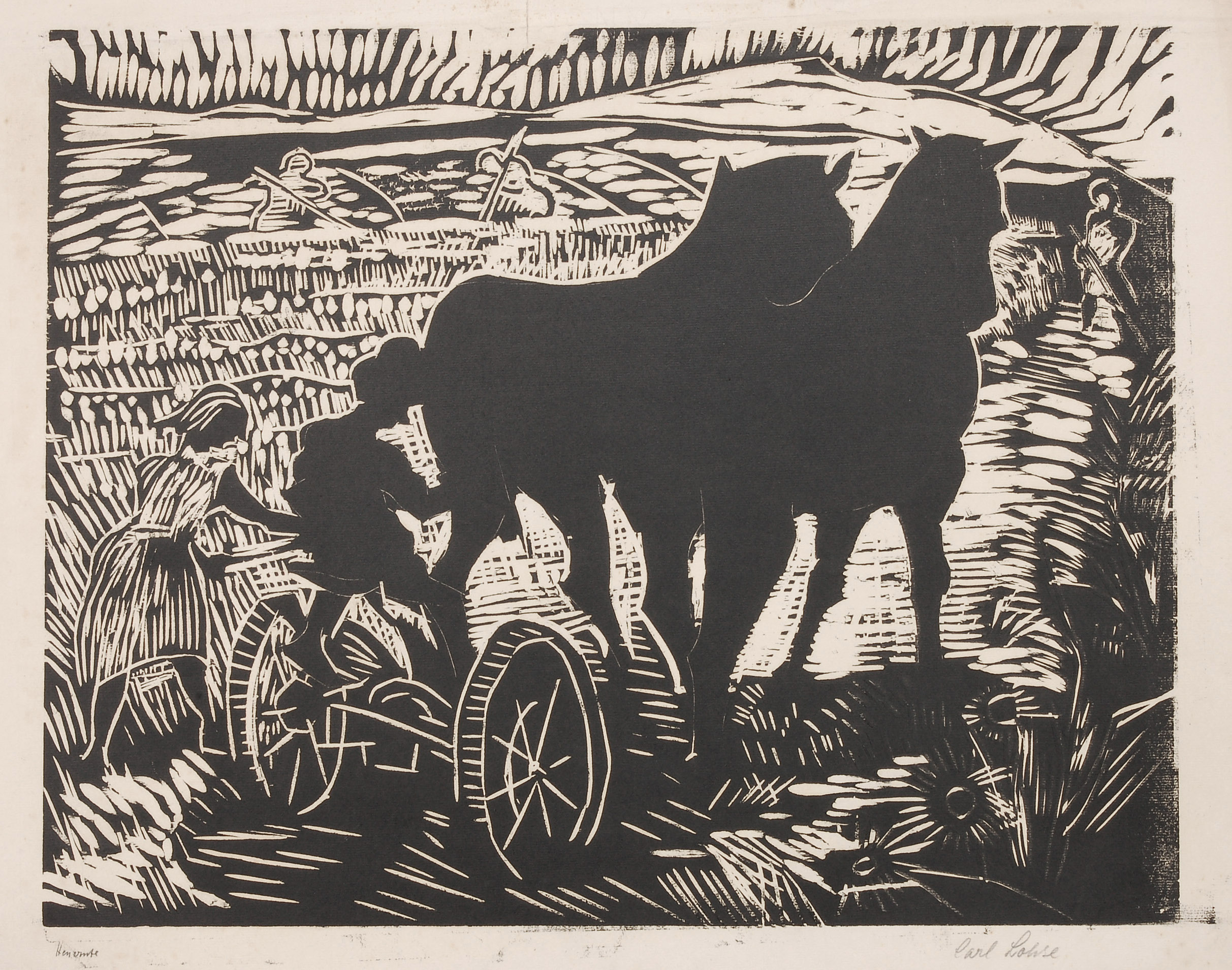
Heuernte.
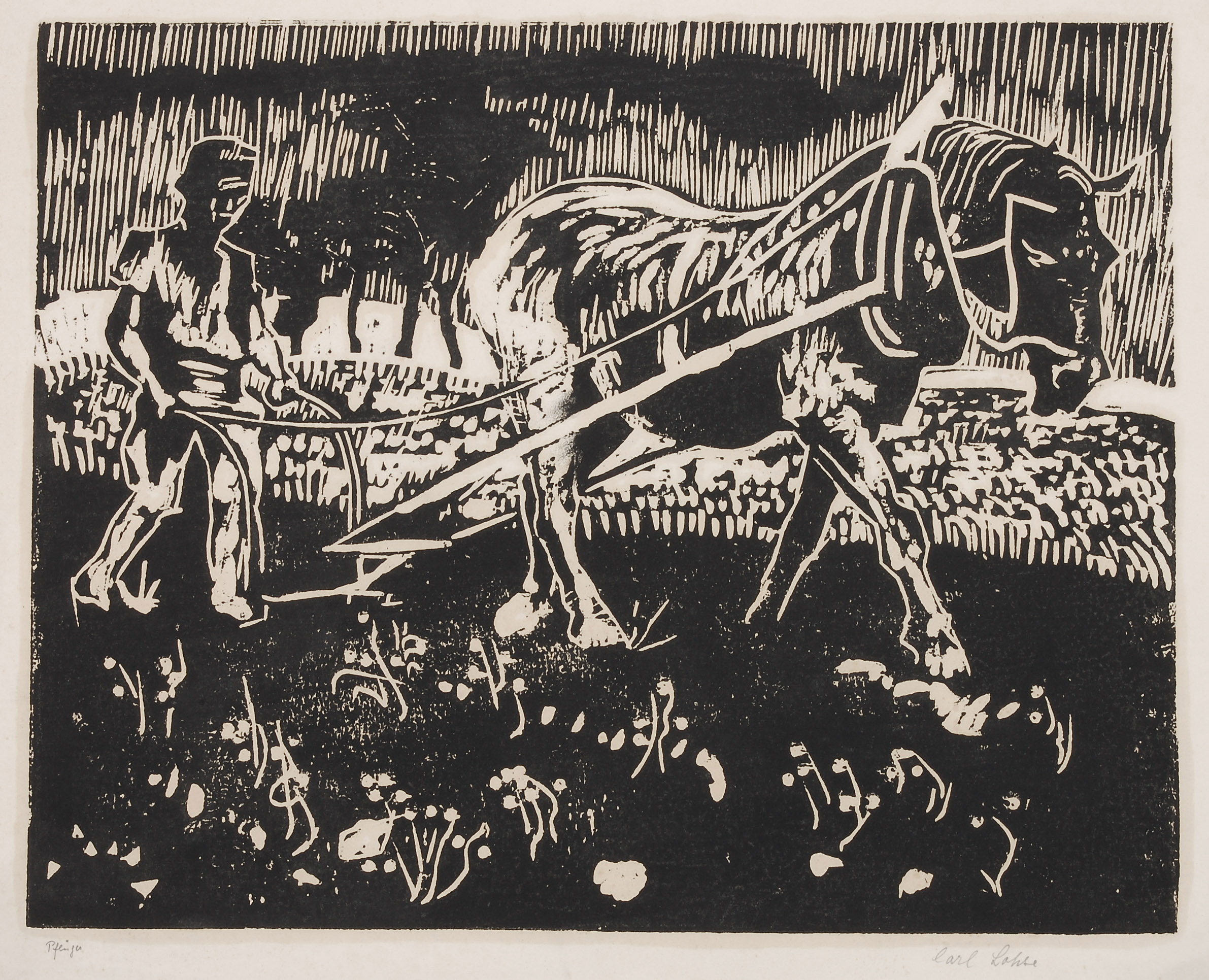
Pflüger.
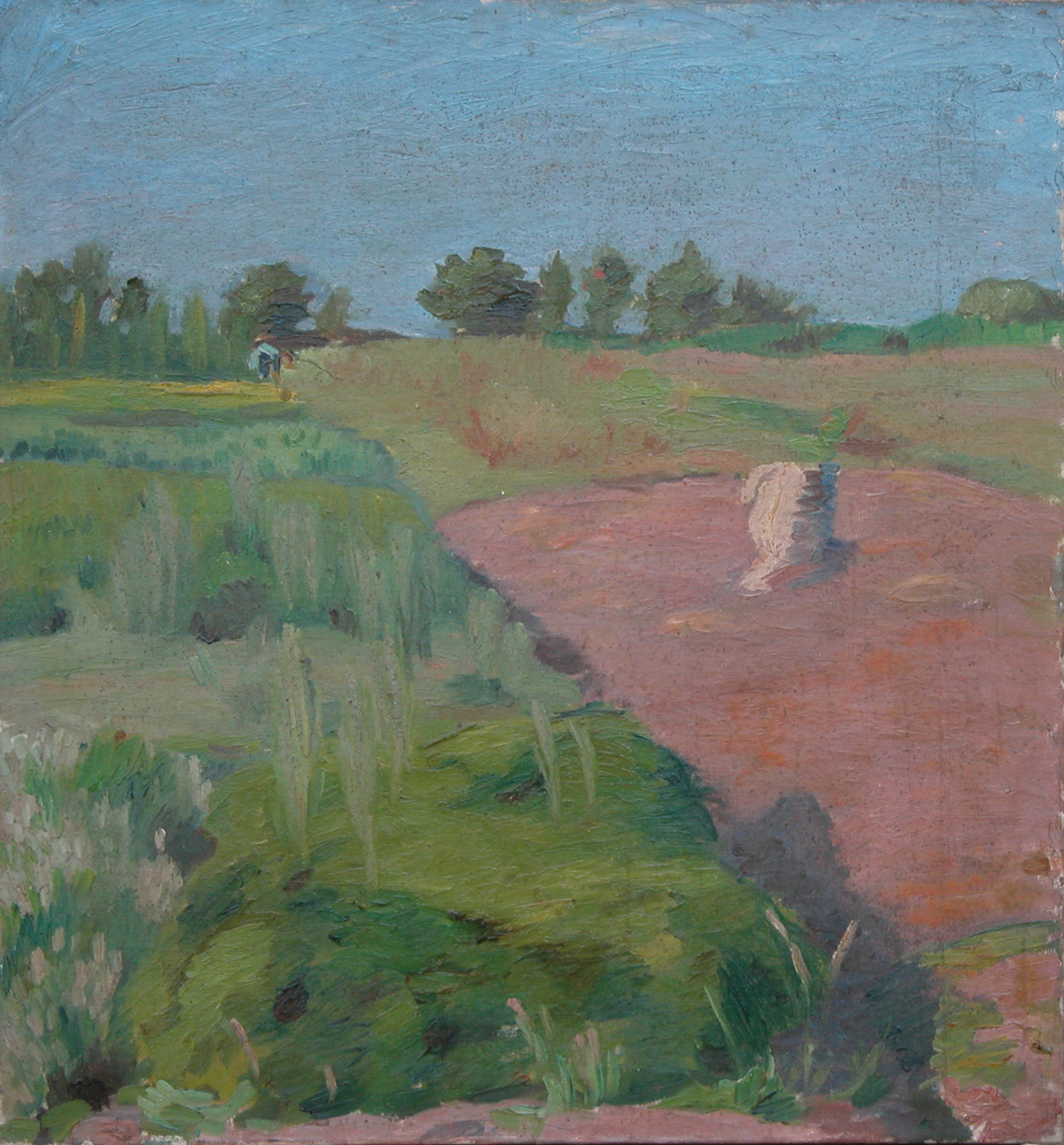
Der verlassene Sack. Dötlingen, 1913/1914

### Otto Pankok
Otto Pankok (1893–1966) begann im Alter von 20 Jahren sein Studium an den Kunstakademien in Düsseldorf und Weimar, das er im Frühjahr 1914 abbrach, um sich mit seinem Studienfreund Carl Lohse nach Dötlingen zu begeben und sich autodidaktisch weiterzubilden.
Otto Pankok: „Es begann ein herrliches Jahr in Dötlingen in ungeheurer Einsamkeit, ein Schwelgen in Kohle und Papier, ein Suchen nach dem Wesen des Menschlichen. Ich suchte der Natur und den Elementen so nahe zu sein wie diese einfachen Menschen in ihren Hütten und auf ihren Feldern, zu denen mein Instinkt mich getrieben.“
Im Herbst 1914 zeigte er seine ersten Dötlinger Arbeiten im Lappan in Oldenburg. Im selben Jahr unternahm er mit Werner Gilles eine Studienreise nach Holland und reiste für unbestimmte Zeit nach Paris und studierte hier an der Académie russe und an der Académie de la grande Chaumière. Nach zwei Monaten kehrte er nach Dötlingen zurück, wo Freunde und Kollegen ihn wiederholt auf Wochen besuchten, unter ihnen Hermann Hundt (1894–1974), Richard Gessner (1894–1989), Gert Heinrich Wollheim (1894–1974) und Werner Gilles (1894–1961).
1913 war es durch Vermittlung des Oldenburger Kunstkritikers Wilhelm von Busch (1868–1940) in der Kunsthandlung Oncken in Oldenburg zu Otto Pankoks erster Kollektivausstellung gekommen. Im gleichen Jahr erwarb er mit finanzieller Hilfe seiner Großmutter in Dötlingen eine Bauernkate, richtete sie zum Malen ein und schenkte sie nach der Einberufung 1914 den Armen des Dorfes. Sein Biograph verbindet mit Dötlingen „die prägende Begegnung mit seiner künstlerischen Lebensaufgabe“ und kann sich dabei auf Otto Pankoks eigene Aussagen beziehen. Die „pucklige Menken Trina“ war – ebenso wie ihr verwachsener Bruder – eines seiner Dötlinger Modelle. Wiedergegeben hat er sie in ihrer Stube seitlich auf einem Binsenstuhl sitzend, wobei das Licht nur auf das verhärmt geneigte Gesicht und die über den Knien gekreuzten verarbeiteten Händen fällt, eine Arme und Ausgestoßene, der sein brüderliches Mitgefühl gilt. Die Landschaft des Huntetales, die Georg Müller vom Siel oft als Motiv angenommen hatte, spielte in Otto Pankoks Dötlinger Werk keine Rolle.
1914, im ersten Winter des Ersten Weltkrieges, wurde Otto Pankok zum Militärdienst einberufen, der ihn an die Westfront in Nordfrankreich verschlug, wo er bei einer Grabensprengung verschüttet wurde. Es folgten lange Aufenthalte in Lazaretten und Sanatorien, bis man ihn 1917 aus dem Kriegsdienst entließ. Als er bei Kriegsende in Vechta mit Flugblättern und Holzschnitten in den revolutionären Auseinandersetzungen Partei ergreift, wurde er aus der Stadt gewiesen.
Nach mehreren Reisen nach Berlin und Remels in Ostfriesland ließ er sich 1919 in Düsseldorf nieder, trat der Künstlergruppe „Junges Rheinland“ bei, zu denen auch Otto Dix zählte, und engagierte sich in einem rebellischen Künstlerkreis um Johanna Ey mit Veröffentlichungen in der Zeitschrift Das junge Rheinland, der Mappen „Aktivistenbund“ und „Das Ey“.
Otto Pankok und Gert Wollheim hatten die Absicht, eine Malerkolonie in der Art der Künstlerkolonie Worpswede zu gründen. Sie planten diese in Dötlingen oder in Remels aufzubauen. Sie fragten ihren alten Lehrer und Direktor der Weimarer Kunstschule Fritz Mackensen um Rat. Dieser schrieb ihnen: „Sehr geehrte Herren, es ist mir ein lieber Gedanke, dass Sie sich meiner erinnern, auch bin ich gerne bereit, Sie zu beraten. Sie wollen also eine Künstlerkolonie gründen! Und zwar nach meinem Vorbild? Denken Sie sich, ich habe niemals die Absicht gehabt, eine Künstlerkolonie zu gründen! Ich weiß deshalb auch nicht, wie sie zu gründen wäre. Weder bei mir noch bei meinen Kollegen lag die Absicht der Gründung einer Künstlerkolonie vor.“
Otto Pankoks Werke stehen unter dem Einfluss seines großen Vorbildes Vincent van Gogh und werden aufgrund ihrer Linienführung und Farbpalette meist dem expressiven Realismus zugeordnet. Typisch für Pankok sind großformatige Kohlegemälde (monochrom). Er hat ein umfangreiches druckgrafisches Werk hinterlassen. Seine Holzdrucke und Monodrucke sind im Gegensatz zu den Gemälden oft von einer zurückhaltenden Farbigkeit. Die Bilder zeigen Menschen, Tiere und Landschaften, realistisch und expressiv.
Otto Pankoks Lebenswerk umfasst über 6000 Kohlezeichnungen, fast 800 Holzschnitte, über 800 Radierungen, ungefähr 500 Lithographien, Steinschnitte und Monotypien sowie zahlreiche Zeichnungen für die Düsseldorfer Zeitung Der Mittag und über 200 Plastiken.

### Gert Wollheim
Gert Heinrich Wollheim (1894–1974) wurde in Dresden als Millionärssohn mit jüdischen Vorfahren väterlicherseits geboren. Nach seinem schulischen Leidensweg und permanenten Spannungen mit seiner Mutter in der elterlichen Grunewaldvilla in Berlin fasste er 1911 den Entschluss, Künstler zu werden. Nach einem kurzen Aufenthalt in der Freilicht-Akt-Schule von Hans Lietzmann in Torbole am Gardasee von Mai bis September 1911 meldete ihn sein Vater an der Kunstschule Weimar an. Hier studierte er bei Gottlieb Elster (1867–1917), Gari Melchers (1860–1932), Fritz Mackensen (1866–1953) und Albin Egger-Lienz (1868–1926). Neben Otto Pankok lernte Gert Wollheim hier eine Reihe Künstler kennen, die er später in Düsseldorf wiedertraf. Im Juni 1913 kehrte er in sein Elternhaus nach Berlin zurück. Von hier aus besuchte er seinen Freund Otto Pankok in Dötlingen.
1917 traf Wollheim in Berlin Pankok erneut. Nachdem Gert Wollheim 1917 durch einen Bauchschuss schwer verletzt worden war, begann er 1918 in Berlin mit seinen großformatigen Antikriegsbildern.
In seiner Düsseldorfer Kampfzeit von 1919 bis 1924 war der Name Gert Wollheim immer verbunden mit handfesten Auseinandersetzungen. Für die einen war er der intelligente, ideenreiche „Kunstpolit-Guru“ der aufbegehrenden Anarchoszene. Für andere war er wiederum ein gefährlicher Spinner und Phantast.
Entscheidend für Gert Wollheim war die Begegnung mit der 55-jährigen Kunsthändlerin Johanna Ey. Nach anfänglicher Abneigung fand sie schnell Gefallen an Gert Wollheim. Kaum hatte die „Ey“ in ihrem Fenster Wollheims Porträt von Otto Pankok und Otto Pankoks Porträt Wollheim mit Geige ausgestellt, bildeten die konservativen bürgerlichen Düsseldorfer eine lachende und schimpfende Menschenmenge vor dem Fenster. Diese Situation veranlasste Johanna Ey, weiterhin die „Modernen“ auszustellen.
Als Jüdischstämmiger floh Gert Wollheim 1933 nach Paris und nahm hier bis 1939 an den Aktivitäten von organisierten Emigranten teil. 1939 wurde er verhaftet. Er kam in verschiedene Sammel- und Arbeitsläger. Über einen Freund nutzte er die Möglichkeit zur Flucht. Zwei Jahre versteckte er sich in Nay/Basses Pyrenees und ging 1945 nach Paris zurück. In Paris, Düsseldorf und Berlin musste er den Verlust von 800 Arbeiten feststellen. Diese waren als „entartet“ vernichtet oder durch Kriegseinwirkungen zerstört worden. Nach 1947 begann Gert Wollheim in New York eine zweite Schaffensphase. Er starb dort am 22. April 1974.

### Hermann Hundt

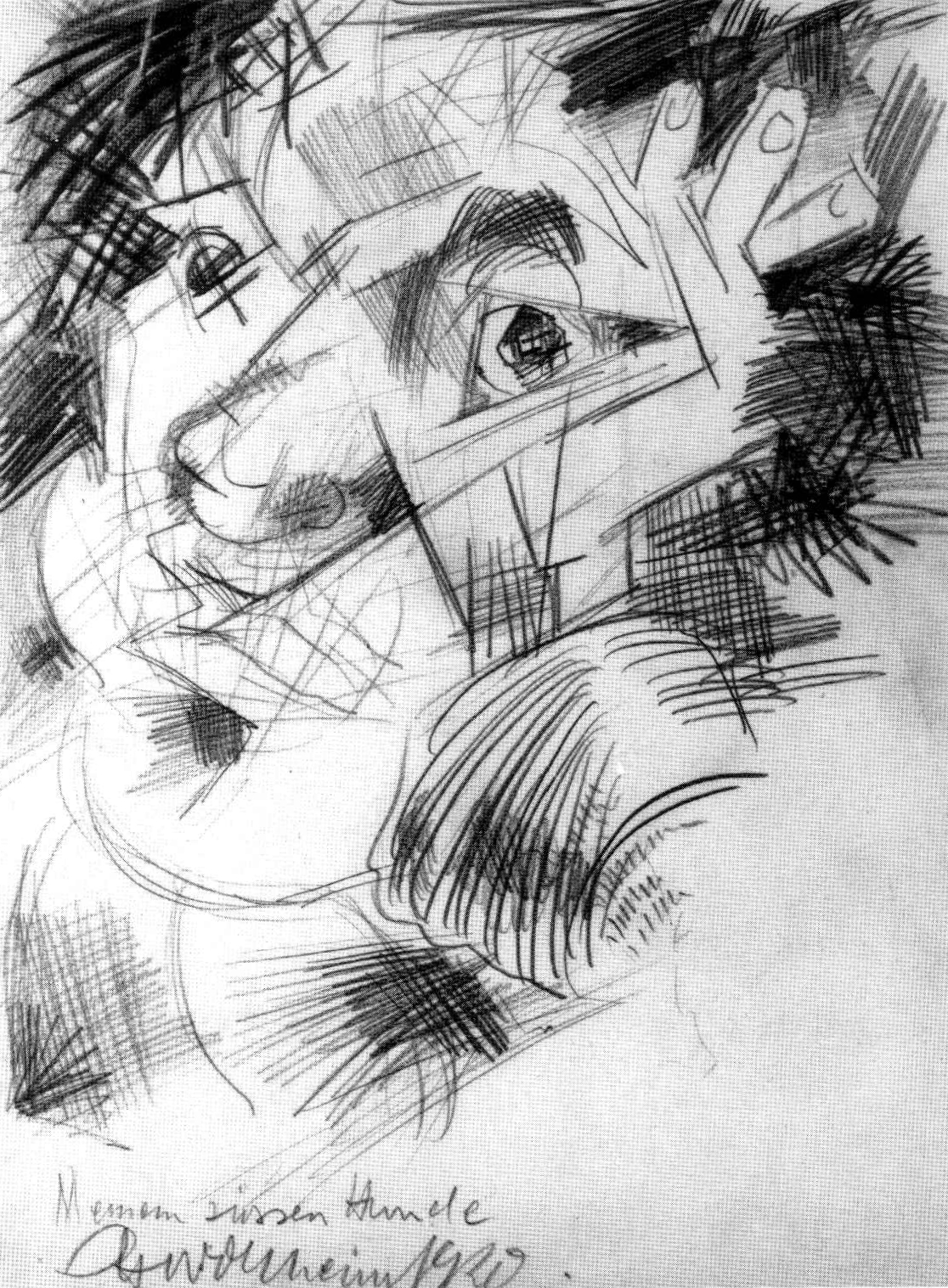
Gert H. Wollheim: Porträt von J. B. H. Hundt. 1920

Jean Baptist Hermann Hundt (1894–1974) begann vor dem Ersten Weltkrieg sein Studium an der Kunstakademie Düsseldorf. Hundt, genannt „Männe“, war ein Schul- und Jugendfreund von Otto Pankok. Er war von 1913 bis 1914 gemeinsam mit Otto Pankok und Gert Wollheim in der Künstlerkolonie Dötlingen. Seine Wohnung hatte er im „Spieker“ bei Familie Meyer genommen. Nach dem Ersten Weltkrieg ging Hermann Hundt 1919 mit Otto Pankok und Gert Heinrich Wollheim nach Remels. Danach setzte er sein Kunststudium in Düsseldorf fort. Er war Meisterschüler von Heinrich Nauen. 1922 trat er der Künstlervereinigung „Junges Rheinland“ bei. Hermann Hundt bewegte sich im Kreis von Johanna Ey. 1925/1926 hielt er sich in Italien (Capri) auf und erhielt 1926 den großen Preis der Stadt Düsseldorf. Neben der Malerei erhielt er auch Aufträge für Glasfenster, Wandbilder und Skulpturen.

### Richard Gessner
Richard Gessner (1894–1989) zählt zu den großen Künstlern des Rheinlandes, der ausgehend von seinem Studium an der Kunstakademie Düsseldorf wichtige Akzente in dieser Region gesetzt und über Jahrzehnte auf keiner der großen Ausstellungen gefehlt hat. Er studierte ab 1913 an der Düsseldorfer Akademie bei Leo Spatz und Max Clarenbach.
Sigrun Gessner schreibt in ihren Erinnerungen an Richard Gessner Malen ist Leben: „… Mit Otto Pankok, den er sehr verehrte, verbrachte Richard den leider zu kurzen Sommer 1914 in Dötlingen an der Hunte. … Von dieser Zeit mit Otto Pankok, die ihm sehr wichtig für seine Entwicklung schien, hat mir Richard sehr oft erzählt, zum Beispiel, dass sie für ihre Studienskizzen Äste und Reisig stapelten und dann immer wieder umschichteten. Den Vers an der Dötlinger Katentüre von Otto Pankok hatte er nach so langer Zeit im Gedächtnis:“
Hier wohnt Otto Pankok.
Man stör’ ihn nicht,
man hüt’ sich wohl,
sonst schießt er gleich mit dem Pistol.
Nachweislich erhalten sind aus der Dötlinger Zeit außer Bleistiftzeichnungen die Ölbilder „Sturmtag“ und „Heidelandschaft“. Weitere Werke sind vermutlich in nicht bekanntem Privatbesitz.

### Werner Gilles
Werner Gilles (1894–1961) verbrachte seine Jugend in Mülheim/Ruhr. Er war ein Schulfreund von Otto Pankok und Hermann Hundt und besuchte beide in Dötlingen. Er begann sein Kunststudium 1914 an der Kunstakademie in Kassel. Durch den Militärdienst wurde sein Studium unterbrochen. 1919–1923 machte er ein Studium in Weimar an der Kunstakademie und am Bauhaus. Werner Gilles war Schüler von Lyonel Feininger (1871–1956) und mit Oskar Schlemmer (1888–1943) befreundet. Feininger wurde von Walter Gropius (1883–1969) als Leiter der grafischen Werkstatt ans Staatliche Bauhaus in Weimar berufen. Von 1924 bis ca. 1927/28 hielt Gilles sich mit Unterbrechung in Düsseldorf und im Kreis von Johanna Ey (1864–1947) auf. Ab 1924 zeigte er seine ersten Bilder im Schaufenster von Ey. Er reiste 1924 mit Otto Pankok nach Italien (Florenz und Capri) und 1927 nach Südfrankreich (Sanary und Le Brusc). 1931 erhielt er ein Rom-Stipendium der Villa Massimo. 1932 malte Werner Gilles in Norwegen, von 1933 bis 1935 hielt er sich in Berlin und an der Ostsee auf. 1934–1941 war Werner Gilles wieder in Italien und 1941–1944 in Berlin und im Rheinland. Ab 1949 verbrachte er den Winter in München und den Sommer auf Ischia. Er starb am 22. Juni 1961 in Essen.

### Weitere Künstler
Weitere Künstler waren in Dötlingen anwesend:
- Karl Allöder (1898–1981)
- Fritz Fuhrken (1894–1943)
- Otto Heinrich (1891–1967)
- Eduard Scotland (1885–1945) und Alfred Runge (1881–1946)
- Anton Fernandez
- Bernhard Höltzer
- Rudolf Wallfried
- Lily Fuhrken

Werke der Dötlinger Künstler, insbesondere von Müller vom Siel, sind im Landesmuseum für Kunst- und Kulturgeschichte Oldenburg ausgestellt.